# Accord du participe passé en français
La manière dont se fait l’accord du participe passé en genre et en nombre suit un ensemble de règles de la grammaire et de l'orthographe du français.
Dans la conjugaison du français, le participe passé sert à la formation des temps composés, et cette fonction essentiellement verbale n'implique pas d'accord par elle-même. Pour la plupart des verbes, le participe passé peut aussi servir d'adjectif verbal, et, dans cette fonction essentiellement adjectivale, il s'accorde en genre et en nombre avec l'objet qu'il qualifie, et auquel il se rapporte. Le problème vient de ce que le participe passé peut souvent superposer ces deux fonctions, conduisant à la question de son accord éventuel. Cet accord peut affecter la langue parlée et la langue écrite.
En français moderne, le participe en fonction d'adjectif se situe après l'objet qu'il qualifie (« des heures perdues »), alors que dans les temps composés, le groupe verbal comprenant le participe est placé avant un complément d'objet direct éventuel (« j’ai perdu des heures »). La règle pratique qui en découle pour l'accord est essentiellement que le participe s'accorde quand l'objet auquel il se rapporte est situé avant lui, et reste invariable quand il n'a pas d'objet, ou que cet objet lui fait suite.
Si le principe général paraît simple, son application à la variété des cas grammaticaux possibles demande parfois une analyse morphosyntaxique et une analyse sémantique poussées, car l'objet exact auquel se rattache sémantiquement un participe peut n'avoir qu'un rapport lointain avec l'énoncé immédiat.

## Forme épithète et temps composés

### Participe utilisé commeadjectif verbal
En français, les verbes transitifs directs traduisent, d'une manière générale, une action, effectuée par un agent et portant sur un objet :
« La fille chante des chansons » : 
- agent (sujet) : la fille ;
- action (verbe) : chanter ;
- objet : des chansons.

À chaque verbe de ce type correspondent deux participes, l'un permettant de qualifier l'agent (le participe présent), l'autre l'objet (le participe passé), qui peuvent l'un et l'autre être utilisés comme adjectif, épithète ou attribut,.
Le participe passé ne peut s'employer comme qualificatif que dans le cas de verbes transitifs directs (« les pains bien cuits ») ou dans le cas des quelques verbes intransitifs formant avec être leurs temps composés (« les gens nés avant 1980 »). Par nature, les participes passés des verbes intransitifs ou transitifs indirects ne peuvent pas qualifier un objet direct de ces verbes ; ces verbes peuvent être conjugués aux temps composés, mais leur participe passé est par nature invariable (sauf avec l'auxiliaire être) :
- « J'ai ri de toi », mais rien ni personne ne peut « être ri » – le verbe est intransitif.
- « J'ai adhéré à ce club » mais le club ne peut pas « être adhéré » – ce verbe est transitif indirect.

Dans leur emploi de qualificatif, les participes passés peuvent s'accorder régulièrement, comme tout adjectif.

« Le participe est donc à cet égard comme les adjectifs : comme eux, il s'accorde en genre, en nombre, & en cas avec le nom auquel il est appliqué ; & les adjectifs expriment comme lui des additions accessoires qui peuvent s'expliquer par des propositions incidentes : des hommes savants, c'est-à-dire, des hommes qui sont savants. En un mot le participe est un véritable adjectif, puisqu'il sert, comme les adjectifs, à déterminer l'idée du sujet par l'idée accidentelle de l’évenement qu'il exprime, & qu'il prend en conséquence les terminaisons relatives aux accidens des noms & des pronoms. Mais cet adjectif est aussi verbe, puisqu'il en a la signification, qui consiste à exprimer l'existence d'un sujet sous un attribut ; & il reçoit les diverses inflexions temporelles qui en sont les suites nécessaires : le présent, precans (priant) ; le prétérit, precatus (ayant prié) ; le futur, précaturus (devant prier). »

— Diderot, Encyclopédie de Diderot, article participe.
C'est essentiellement cette forme d'emploi qui entraîne l'accord du participe passé.

### Fonction épithète et passé composé

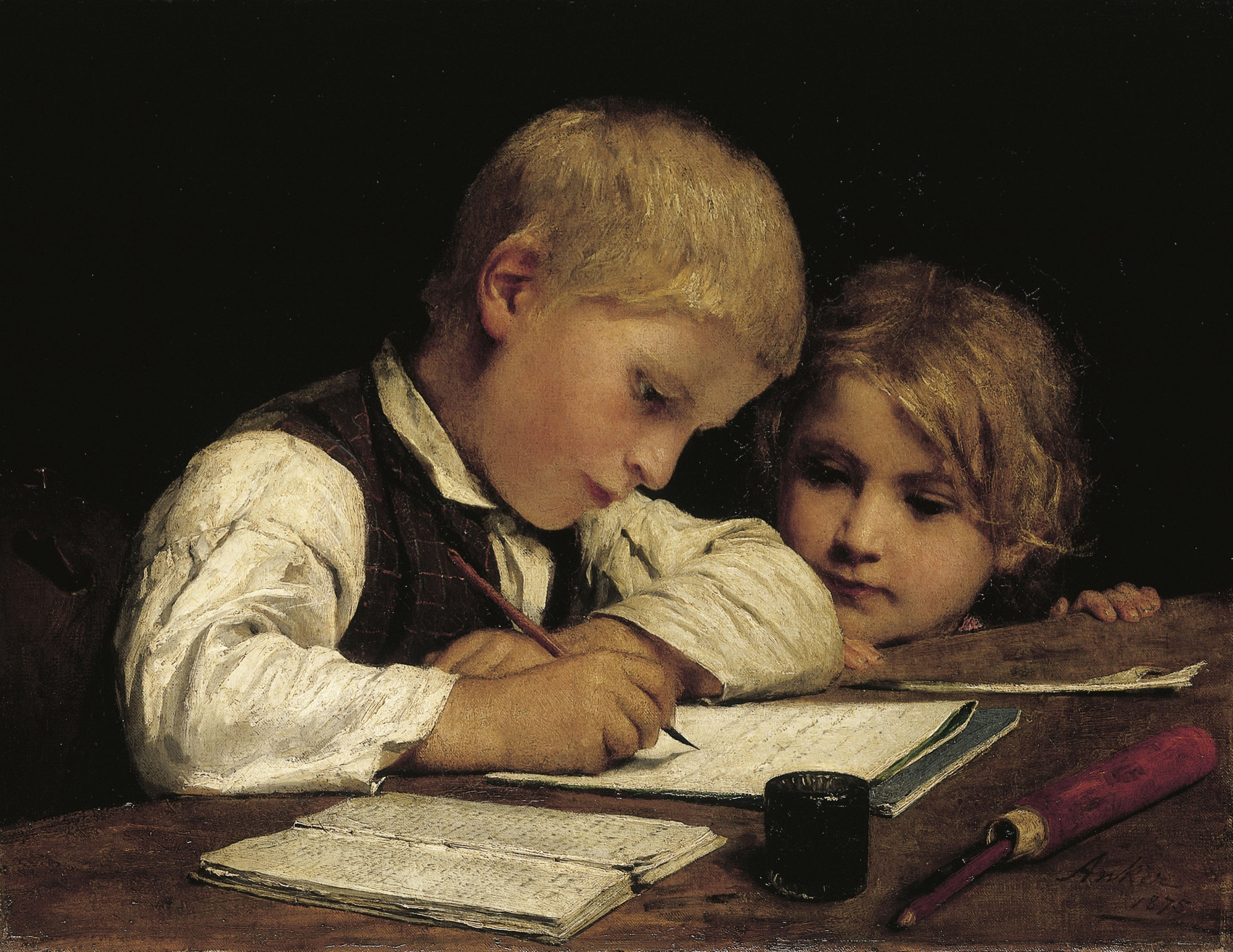
Enfant écrivant devant sa petite sœur. Anker, 1875.

Employé comme qualificatif, le participe passé s'accorde ; il peut subir des transformations variées, qui conduisent à des formes parallèles à celles des temps composés, où il ne s'accorde pas. Les formes correctes de la série sont :
1. « Les mélodies célèbres sont chantées » : forme passive (en train d'être chantés) ou emploi comme attribut (ayant été chantés).
2. « Les mélodies chantées sont célèbres » : emploi comme épithète.
3. « Les mélodies chantées par la fille sont célèbres » : ajout d'un complément d'agent.
4. « Les mélodies qui seront chantées par la fille sont célèbres » : ajout d'un marquage temporel (imposant de transformer la forme épithète en une proposition relative).
5. « Les mélodies qui ont été chantées par la fille sont célèbres » : marquage temporel mis au passé composé ; ajout de l'auxiliaire avoir pour le passé composé régulier.
6. « Les mélodies que la fille a chantées sont célèbres » : passage de la proposition relative à la voie active ; suppression de l'auxiliaire être par passage à la voie active.
7. « La fille a chanté(-) des mélodies célèbres » : basculement du sujet principal de l'objet (les mélodies) vers l'agent (la fille) : l'accord avec l'objet de l'action est supprimé.
8. « La fille a chanté(-)  » : l'agent accomplit une action, l'objet de l'action n'est plus précisé.

Pour un locuteur français, les formes 1 à 4 (avec accord) ne soulèvent généralement pas de question, et la forme 8 non plus (sans accord). La question de l'accord est centrée sur la ligne 6, où se rencontrent accidentellement le participe passé et un auxiliaire « avoir » : faut-il dire avec accord « Les mélodies que la fille a chantées », en parallèle avec la forme « Les mélodies chantées », ou faut-il dire sans accord « que la fille a chanté », en parallèle à « La fille a chanté des mélodies» ? La solution (depuis pratiquement cinq siècles) est la première.
Les difficultés de l'accord du participe passé sont d'une part l'identification des cas où l'objet qu'il qualifie est le sujet principal (cas où il s'accorde), et d'autre part, la détermination exacte de l'objet auquel il se rapporte.

### Cas d'accord du participe

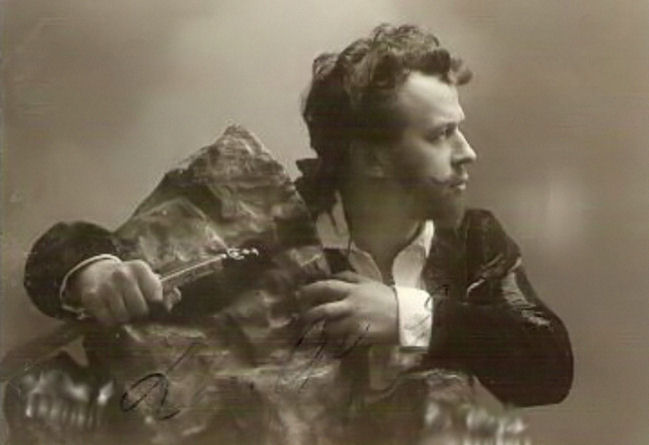
La fleur, que tu m’avais jetée, dans ma prison m’était restée. (Carmen, de Bizet).

En règle générale, le participe passé conjugué avec l'auxiliaire avoir s'accorde en genre et en nombre avec son objet direct quand celui-ci le précède ; il ne varie pas s'il est suivi de son objet direct, ou s'il n'en a pas.
Ainsi, lorsqu'une proposition relative est à la voix active, son objet étant sujet de la proposition principale :
« La fleur, que tu m’avais jetée, dans ma prison m’était restée  » (Carmen).
Avant d'être une « règle à appliquer », qui permettra de trancher plus finement différents cas, la question de l'accord du participe passé correspond à une nuance de sens et une différence de point de vue sur la manière d'articuler ces trois éléments, que sont l’agent et l’objet par rapport à l’action :
- « La fille a chanté des airs célèbres »
  1. Le sujet sur lequel porte le discours (et sujet grammatical de la proposition) est la fille.
  2. Par rapport à ce sujet, l'action de « chanter » est mise sous la forme d'un temps composé à la voie active (la fille a chanté), dès avant toute mention d'un éventuel objet.
  3. L'essentiel est dit : on pourrait s’arrêter à « la fille a chanté. »
  4. L'objet « des airs » n'est précisé que par la suite, en position normale de complément d'objet direct, c'est-à-dire derrière le groupe verbal.
- « Les airs que la fille a chantés sont célèbres »
  1. Le sujet du discours est ici les airs.
  2. Par rapport à ce sujet, le participe passé « chanté » a une fonction épithète (les airs chantés sont célèbres), le sens de l'action qu'il représente est passif (les airs sont chantés), et il est placé derrière l'objet qu'il qualifie, en position normale d'épithète.
  3. L'essentiel est dit : ou pourrait s’arrêter à « les airs chantés sont célèbres. »
  4. La fille est complément d'agent du participe (se rapportant aux airs), et se présente (par ailleurs) comme le sujet grammatical de cette subordonnée à fonction épithète. La précision « …que la fille a… », qui s'articule par rapport à l'essentiel, n'est qu'un rôle second, incident.

La fonction épithète implique un accord avec l'objet auquel se rapporte le participe passé.

### L'accord en une règle unique

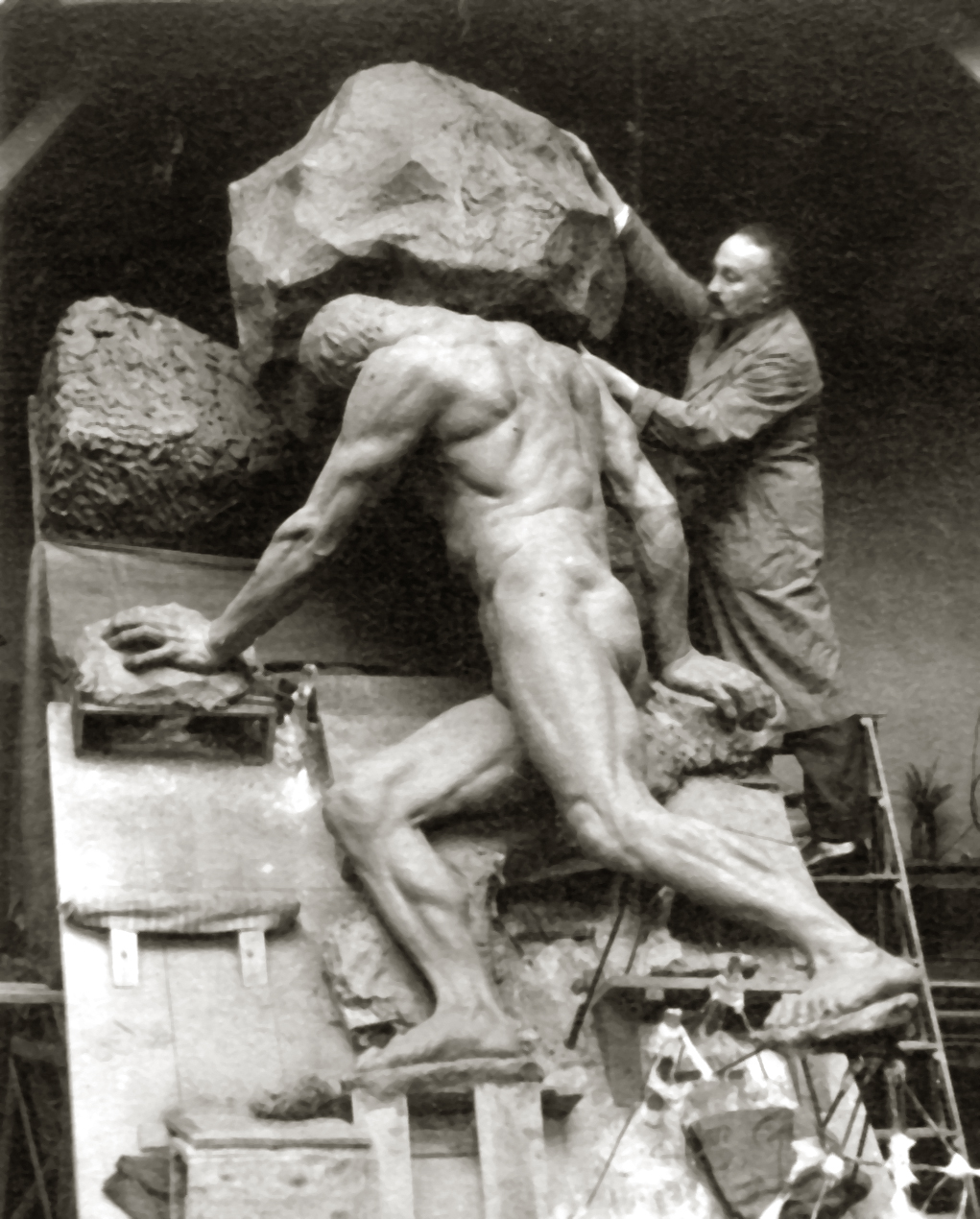
Le mythe de Sisyphe - recherche de l'objet passif :
Qu(i)est-ce qui est roulé?
C'est la pierre qui est roulée (par Sisyphe).

#### Identification de l'objet sur lequel porte l'action
Le participe passé (par exemple, « caractérisé ») cherche constamment à s’accorder comme un adjectif, il établit avec « le mot auquel il se rapporte » (qu'il caractérise) un rapport dont l'accord est la marque. Ce à quoi se rapporte le participe peut être identifié par une question unique, où le participe est en position d'attribut, « Qu(i)est-ce qui est [agi] ? », avec une réponse mise à la voix passive : « c'est [l'objet] qui est [agi] (par [l'agent]) » :
« La fleur que tu m'avais jetée… »
Qu'est-ce qui est jeté ? c'est la fleur qui est jetée (par toi).
Si la question ne peut pas être formulée dans ces termes, ou n'a pas de sens, c'est généralement que le verbe correspondant à l'action ne peut pas être mis sous la forme passive. Dans ce cas, il n'y a pas d'accord, ce qui règle la question.
La question peut paraître boiteuse ou le verbe peut sembler changer de sens dans le cas des verbes essentiellement pronominaux, ou pronominaux « subjectifs », pour lesquels le pronom réfléchi ne peut pas être séparé du verbe sans en changer ou détruire le sens. Dans ce cas, la question discriminante doit également inclure le pronom réfléchi pour maintenir le sens réel de l'action :
« Elles se sont abstenues de crier »
Qu(i)est-ce qui *est abstenu (?) la question est incorrecte ; et doit être reformulée
Qu(i)est-ce qui s’est abstenu conduit bien à l'objet de l'action (ici, "l'abstention"), qui s'applique de manière réfléchie à un objet ("elles-mêmes").

#### Détermination de l'accord
Ce travail d'identification étant fait, et à condition de ne pas avoir fait de contre-sens à ce niveau, la règle de l'accord est simple :
- Le participe s'accorde avec l'objet auquel il se rapporte,
- Sauf quand sa relation à l'agent est « prioritaire » : la phrase est un passé composé, reliant l'agent au participe, et d'où l'objet éventuel — alors placé après son participe — est facultatif et peut être supprimé.

#### Démarche simplifiée
La démarche correspond à la règle simplifiée proposée en 1838 par le grammairien Albert de Montry (d) :
« Le participe, quel qu'il soit, s'accorde toujours avec le substantif exprimé ou sous-entendu placé avant lui, et répondant à la question qui est-ce qui ? Il reste invariable lorsque la réponse se trouve après lui, ou n'existe pas ».
La « méthode Wilmet » reprend le même principe : lire la phrase dans l'ordre et s'arrêter au participe passé en se demandant « est-ce qu'on a déjà dit (écrit) ce qui (s') est [suit l'énonciation du participe] ? ». À cet instant, si l'on sait de quoi on parle, on accorde. Cette technique fonctionne dans la plupart des cas. Exemples :
« Les pommes que j'ai mangées… »
Quand on prononce "mangées", on sait qu'on parle des pommes → On a déjà écrit ce qui est mangé ⇒ on accorde
« Jenny a acheté… »
En lisant "acheté", on ne sait pas encore de quoi on parle → On n'a pas encore écrit ce qui a été acheté ⇒ on n'accorde pas.

#### Cas où la simplification ne marche pas
Cette méthode ne fonctionne évidemment pas dans les cas où, bien que le pronom soit avant le participe, l'objet réel est repoussé derrière le participe passé par un effet de style :
« Mais je les ai mangées, ces pommes! » : au moment où on écrit mangé(es?), les pommes ne sont pas encore mentionnées. L'accord doit néanmoins se faire.
Enfin la règle semble, à première vue, ne pas fonctionner dans le cas d'un participe passé suivi d'un verbe à l'infinitif où le sujet subit l'action indiquée par l'infinitif :
« Les objets que nous avons choisi d’exposer sont à votre entière disposition.. » : on pourrait croire que ce sont les objets qui sont choisis, et qu'il faut donc accorder. Mais ce qui est choisi, ce ne sont pas les objets, mais c'est d'exposer les objets. Donc aucun accord à faire.

## Évolution historique

### Ancien français
Avec l'auxiliaire être, le participe passé est considéré comme un attribut, et s'accorde, comme en français moderne, avec le sujet ; il prend donc la forme du cas sujet (ce qui correspond à la pratique moderne). Avec l'auxiliaire avoir, l’accord était presque toujours fait quand l'objet direct était entre l'auxiliaire et le participe : « ai lettres escrites ».
Ce n'est cependant pas une règle absolue. L'ancien français admet en effet une plus grande liberté de construction. En ancien français, les flexions étaient plus audibles, ce qui permettait de faire à l'oreille la différence entre sujet et complément, et l'ordre des mots était moins strict. On y attache donc moins d'importance à l'antéposition du complément, qui est beaucoup plus courante qu'en français moderne, et l'accord ne se fait pas dans de nombreuses situations. C'est le cas, en particulier, lorsque le complément est placé après l'auxiliaire avoir, mais aussi parfois lorsqu'il est placé avant.
Avec l'auxiliaire avoir, marquant un temps composé, le participe passé peut s'accorder avec le complément (au cas régime) non seulement lorsque celui est placé avant (comme actuellement), mais aussi par anticipation lorsqu'il est placé après : « escrites ai lettres » ou « lettres ai escrites », et l'accord peut aussi bien ne pas être fait : « escrit ai lettres » ou « lettres ai escrit ». Dans l’ordre objet-participe, les copistes tendent à appliquer la règle de l’accord (mais oublient souvent de le faire) ; dans l’ordre participe-objet, ils ont tendance à laisser le participe invariable (mais on relève également de nombreuses occurrences de l’accord dans ce cas).
Pour résumer : si, en ancien français, l'habitude en matière d'accord du participe passé tend à correspondre à la règle du français moderne, les textes font néanmoins preuve d'une grande liberté.

### Renaissance

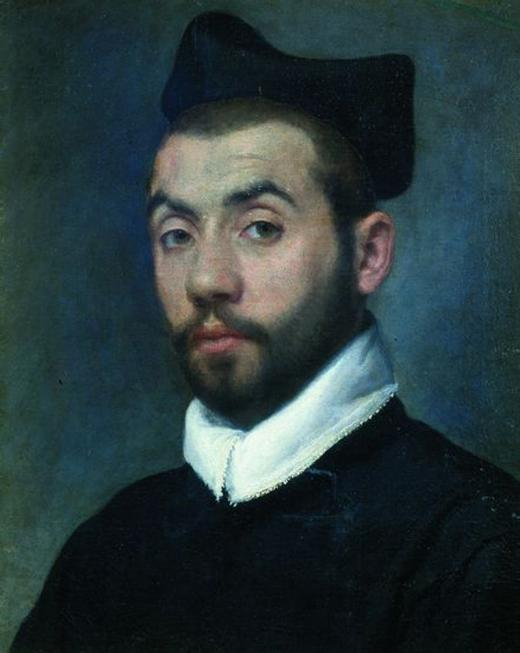
Clément Marot, Précurseur de la Pléiade.

Avec la disparition du cas régime, l'ordre des mots devient fondamental pour distinguer le sujet, normalement placé avant le verbe, d'un complément d'objet direct, placé après. Du XVIe siècle à nos jours, les formes composées accueillent de moins en moins de mots tampons entre l’auxiliaire avoir et le participe ; la syntaxe interdit d'écrire, comme on le faisait au Moyen Âge : « Le povre Jehan a sa femme perdue ».
Au XVIe siècle, Clément Marot, fasciné par la Renaissance en Italie, importe en France la règle du participe passé avec l'auxiliaire utilisée dans la langue italienne.
| Enfants, oyez une leçon : Nostre langue a ceste facon, Que le terme qui va devant, Voluntiers regist le suyvant. Les vieux exemples je suyvray Pour le mieulx : car, à dire vray ; La chanson fut bien ordonnée Qui dit : m'amour vous ay donnée. Et du bateau est estonné Qui dit : M'amour vous ay donné. | Voila la force que possède Le femenin quand il precede. Or prouveray par bons temoings Que tous pluriers n'en font pas moins ; Il fault dire en termes parfaictz : Dieu en ce monde nous a faictz ; Fault dire en parolles parfaictes : Dieu en ce monde les a faictes ; Et ne fault point dire en effect : Dieu en ce monde les a faict. | Ne nous a faict, pareillement, Mais nous a faictz tout rondement. L'italien, dont la faconde Passe les vulgaires du monde, Son langage a ainsi basty En disant : Dio noi a fatti.— Clément Marot, Épigramme à ses disciples, CIX. |

Dans les textes de cette époque, la règle est généralement suivie. On trouve cependant des cas où l'accord n'est pas fait, ou se fait en dehors de la règle, comme dans ces vers de Ronsard : « Mignonne, allons voir si la rose / Qui ce matin avait déclose / Sa robe de pourpre au soleil… », ou le participe de déclore est accordé à sa robe.
Dans l'exemple suivant, à quelques lignes de distance, Marguerite de Navarre pratique l'accord dans le premier cas et ne le pratique pas dans le second : « lequel n'osait montrer les marques qu'elle lui avait faites au visage (…) si ne retourna-t-il point à la cour qu'il ne fût bien guéri de toutes ses plaies, hormis celle que l'amour et le dépit lui avaient fait au cœur. » (L'Heptaméron, I, 4).
Chez les grammairiens du XVIe siècle, comme Pierre de La Ramée, on voit apparaître l'invariabilité du participe passé employé avec l’auxiliaire avoir comme règle première, et son accord avec le complément d'objet direct considéré comme une exception. Mais certains, comme Louis Meigret, Duclos ou l'abbé Mallet, auraient souhaité que le participe passé restât invariable sans aucune exception.

### Période classique

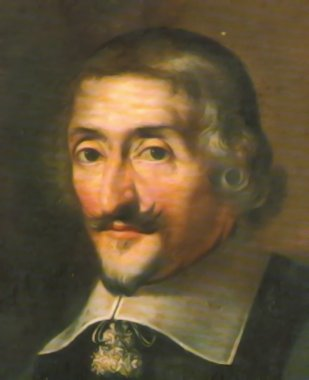
Claude Favre de Vaugelas, « Le greffier de l’usage ».

Au XVIIe siècle, les auteurs usent à l'égard de la règle d'accord du participe passé employé avec l'auxiliaire avoir d'à peu près la même liberté qu'au siècle précédent, même si la tendance est à un respect accru de la règle énoncée par Marot.
On trouve souvent chez les poètes des exemples où l'accord se fait avec l'objet placé entre l'auxiliaire avoir et le participe : « J'avais de point en point l'entreprise tramée » (= J'avais tramé l'entreprise ; Corneille, Clitandre, vers 429). Les grammairiens sont hostiles à cette tournure[réf. nécessaire], probablement employée pour son élégance.
Vaugelas, dans ses Remarques sur la langue française, se déclare pour un strict respect de la règle et y critique la liberté que les auteurs prennent à son égard : « ie m'estonne de plusieurs Autheurs modernes, qui faisant profession de bien escrire, ne laissent pas de commettre cette faute,. »
Dans certains cas, Vaugelas recommande que le participe reste invariable. Il recommande que l'accord ne se fasse pas quand le participe est suivi d'un attribut (« Les habitants nous ont rendu maîtres de la ville ») ou d'un complément prépositionnel (« Les lettres que j'ai reçu de vous »), ou encore d'un infinitif, prépositionnel ou non (« C'est une fortification que j'ai appris à faire »),. Il recommande aussi l'invariabilité du participe dans le cas où le sujet est postposé au participe, ce qu'il signale comme étant une « belle et curieuse exception » : « il faut dire la peine que m’a donné cette affaire, et non pas la peine que m’a donnée,. »
Dans leur ensemble, les recommandations concernant l'accord du participe passé telles qu'elles sont énoncées par Vaugelas sont généralement suivies par les auteurs : « Voilà les vérités […] que j'ai cru dignes d'être proposées à un si grand prince. » (Bossuet, Oraison funèbre d'Henriette d'Angleterre, 1670.). Il existe cependant un grand nombre d'exemples où elles ne sont pas appliquées : le groupe auxiliaire-participe passé du temps composé y est considéré comme inséparable, et ne pouvant varier ni en genre ni en nombre. Certains écrivains suivent alternativement les deux tendances, et aucune des deux n'est clairement dominante à la fin du siècle : la première des règles dans ce domaine est encore la liberté de l'écrivain.
Avec l'auxiliaire être, l'accord se fait avec le sujet. Vaugelas considère cette règle comme obligatoire, et les écrivains la respectent, sauf dans de rares exemples. Le participe des verbes pronominaux n'est pas considéré comme un cas particulier et suit généralement la même règle.

### Cadre réglementaire

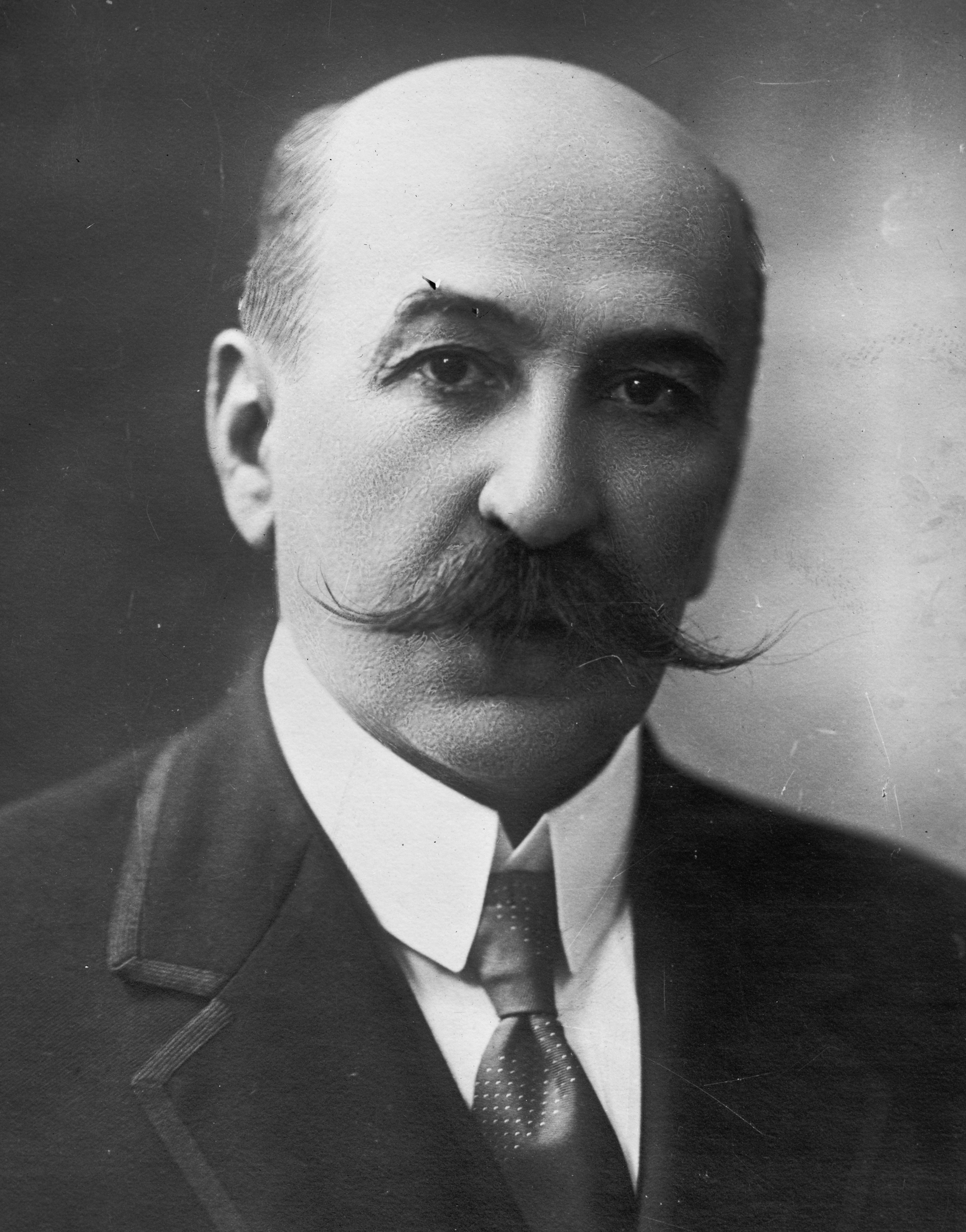
Georges Leygues, ministre de l'Instruction Publique et des Beaux-Arts dans le gouvernement Pierre Waldeck-Rousseau du 22 juin 1899 au 7 juin 1902.

Lorsqu'en 1635 Richelieu fonda l'Académie française, il lui donna comme mission de « fixer la langue » et de « donner des règles certaines à notre langue et à la rendre pure, éloquente, et capable de traiter les arts et les sciences » (Statuts, art. 24). Ce travail avait été entrepris pour établir la grammaire de l'Académie, dont la publication sera reportée d'année en année. Après presque trois cents ans d'attente, la Grammaire de l'Académie française est publiée en 1932. Véritable succès de librairie, elle est très rapidement décriée et désavouée par les grammairiens,,. Elle n'a été  réimprimée qu'une fois l'année suivante pour corriger les erreurs que comptait la première édition.
Au XIXe siècle, le développement de l’institution scolaire a sans doute contribué à figer quelque peu l’orthographe. La « doctrine » en matière d'accord fut fixée de manière pour ainsi dire intangible dès 1823 par Noël et Chapsal, dans leur « Grammaire française ». Les hussards noirs de la République imposeront à des générations d'enfants la « règle du participe passé » et du « complément d'objet direct placé avant l'auxiliaire avoir », à travers cette approche grammaticale, nonobstant les débats passionnés qui s'élèvent dès cette époque pour une interprétation plus nuancée des règles : le système éducatif avait besoin de règles fermes qui pussent être enseignées aux élèves.
En France, divers arrêtés ministériels ont, depuis le début du XXe siècle, autorisé une certaine tolérance quant à l'accord du participe passé dans les examens. Au terme de débats passionnés, deux arrêtés fixèrent, en 1900 et 1901, de simples tolérances orthographiques et syntaxiques pour les examens et concours de l’Instruction publique. Le ministre de l’Instruction publique et des Beaux-Arts Georges Leygues écrivait déjà, dans un arrêté du 26 février 1901 : « Pour le participe passé construit avec l’auxiliaire avoir, lorsque le participe passé est suivi soit d’un infinitif, soit d’un participe présent ou passé, on tolérera qu’il reste invariable, quels que soient le genre et le nombre des compléments qui précèdent ». De même, les problèmes posés par l'accord du participe passé avec l'auxiliaire avoir pouvant se révéler particulièrement ardus et litigieux dans les cas particuliers, quand ils introduisent un terme second, l'arrêté du 28 décembre 1976 autorise certains accords (ou l'absence d'accord) auparavant proscrits (ou tolérés par l’arrêté de 1901, tombé entre-temps en désuétude).

## Règles d'accord du participe

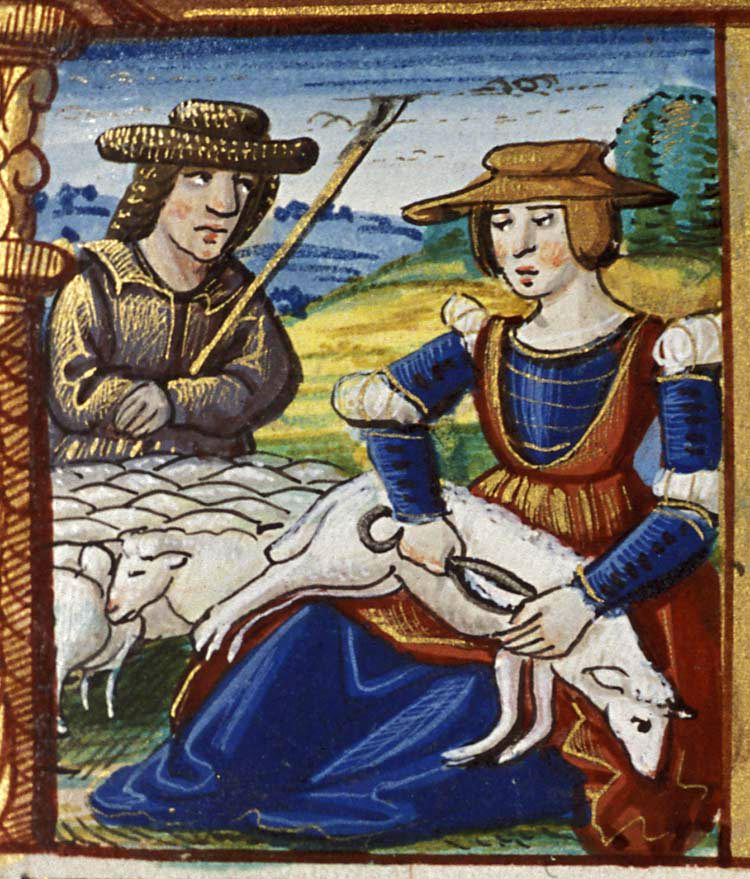
Sur ses genoux, la brebis est tondue (en train d'être tondue, passif).
Dans le troupeau, les brebis sont tondues (ayant été tondues, attribut).

### Accord du qualificatif
Comme n'importe quel adjectif, « le participe passé utilisé comme adjectif verbal s'accorde en genre et en nombre avec l'objet qu'il qualifie ».
- Le participe passé utilisé dans une fonction épithète (donc sans auxiliaire) s'accorde (toujours) en genre et en nombre avec le nom auquel il se rapporte :
« Les lettres reçues. »
« La rumeur répandue. »
- Il s'accorde également quand il joue le rôle d'un attribut du sujet :
« Elle semble étonnée. »
« La brebis est tondue » (ayant été tondue).
- Il s'accorde de même quand l’auxiliaire « être » correspond à une forme passive, laquelle ne se distingue pas formellement d'une construction attribut :
« La brebis est tondue » (en train d'être tondue).
- Le participe passé s'accorde de même quand (exceptionnellement) l’auxiliaire « être » correspond à un temps composé, cette forme ne se distinguant pas formellement d'une construction attribut[21] :
« Elle est retournée à Paris. »
- Il s'accorde dans ce cas, y compris en cas d'inversion poétique plaçant accidentellement l'objet de l'action après le participe :
« Quand sont passées les cigognes »

Noter dans ces deux derniers cas que pour les « verbes qui se conjuguent avec être », ces verbes sont intransitifs, et le passé composé décrit l'état final du sujet (forme attribut et accomplie de l'objet ayant subi le processus), non une hypothétique action en train d'être accomplie sur le sujet. L'exemple extrême est le verbe mourir, qui n'a pas réellement de participe passé ; la forme des temps composés est celle d'un attribut, construit sur un adjectif verbal « équivalent » (marquant l'équivalence de l'adjectif verbal accompli et du participe passé inaccompli), et non sur un vrai participe passé : « Elle est morte », au lieu d'un hypothétique « Elle *a mouru ».
Tous ces cas dérivent fondamentalement de la même situation, où le participe n'est pas à strictement parler un « participe passé », mais plus exactement un « participe passif » : mot à caractère qualificatif, qui désigne l'objet qui subit (passivement) l'action.
C'est cette équivalence formelle avec la construction attribut qui est à l'origine de la règle pratique « Le participe passé employé avec l’auxiliaire Être s'accorde avec le sujet », mais cette "règle" occulte le fait que l'accord se fait toujours avec l'objet de l'action, qui se trouve dans ce cas être le sujet grammatical (quand le participe s'accorde avec le sujet, c'est parce qu'il se confond avec l'objet). Elle peut de plus être très trompeuse dans le cas pronominal, où le participe peut ne pas s'accorder (« ils se sont plu et se sont mariés. ») ou s'accorder avec autre chose que le sujet (« Ils se sont payé une bouteille et se la sont servie »).
La forme pronominale fait l'objet d'un développement séparé.

### Absence d'accord aux temps composés purs

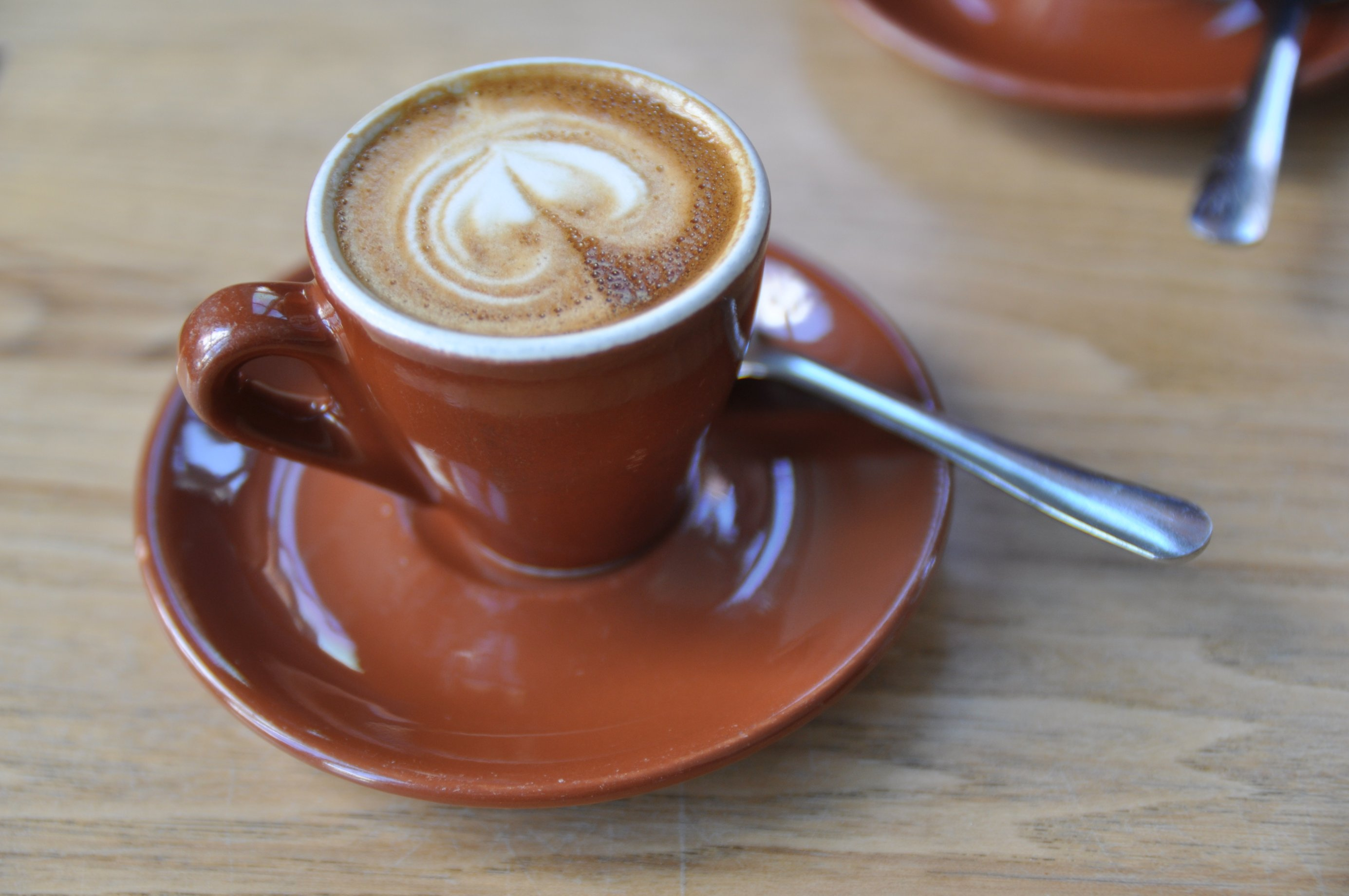
Qu(i)est-ce qui est servi, ici ? Une tasse de café.
« Le barman a servi une tasse de café ». Le participe est devant son objet, il fait partie du groupe verbal.
« Le client a une tasse de café servie ». Le participe est derrière son objet : fonction épithète.

« Aux temps composés conjugués avec l'auxiliaire avoir, le participe passé ne varie pas quand il est en position normale : sans objet direct, ou suivi de celui-ci »,.
Aux temps composés purs, pour lesquels il n’y a pas d’accord, l’objet direct éventuel est normalement toujours situé après le participe, parce que dans le cas de verbes transitifs directs seul l'ordre des mots permet de distinguer l'agent de l'objet (« Le chat mange la souris »).
- « Nos enquêtes ont échoué » : pas de complément qui puisse être l'objet de échouer.
- « J'ai pensé à Jeanne » Le complément d'objet est indirect (penser à quelqu'un), Jeanne ne reçoit pas le caractère d'être *pensée par mon action.
- « Elle a reçu des lettres » : les lettres sont bien reçues, mais la construction est celle d'un passé composé dont le complément en position normale n'est pas mis en relief.

Par opposition au cas précédent, où le « participe passif » s'accordait avec son objet, ici le participe est un vrai « participe passé », employé dans une conjugaison verbale, et n'impliquant pas en soi la présence d'un objet.
On peut également remarquer que généralement, en français moderne, l'adjectif épithète (donc, le participe passif) suit le nom qu'il qualifie et auquel il s'accorde (on dit « une bouteille servie » et non « *servie une bouteille » ou « *une servie bouteille »). Lorsque l'objet sur lequel porte l'action du participe est situé derrière ce dernier, il ne s'agit donc pas d'une construction épithète mais d'un temps composé (donc, d'un vrai participe passé) n'entraînant pas l'accord. Inversement, le fait de trouver l'objet devant le participe met ce dernier en position d'épithète et entraîne l'accord - c'est le cas suivant.

### Accord entre objet et qualificatif conjugué
Le complément d'objet direct (COD) ne peut se trouver devant l'auxiliaire (sous forme de pronom ou en apposition) que lorsqu'il est le sujet principal de l'énoncé (« Le chat l’a mangée »). Le participe retrouve alors une fonction épithète par rapport à son objet. Dans ce cas, « le participe passé conjugué avec l'auxiliaire avoir s'accorde en genre et en nombre avec son objet direct quand celui-ci le précède »,.
Cette superposition d'une forme active et d'un sens épithète passif ne se limite pas aux propositions relatives ; elle peut également se rencontrer dans d'autres cas où l'ordre normal « Sujet-Verbe-Complément » des verbes transitifs directs peut être altéré, ce qui met en valeur le rôle du complément (objet de l'action).
- Sous forme d'une incise :
« Les lettres que j'ai reçues ont brûlé »
Le pronom relatif que est ici COD, et il est placé avant le participe. Il reprend le groupe nominal les lettres, sujet de la phrase principale.
- Quand le complément d'objet direct est remplacé par un pronom (me, te, se, le, la, l’, les, nous, vous, que mais pas en, cf. infra), celui-ci est toujours placé avant le participe. Il faut se reporter dans ce cas à l'antécédent pour déterminer le genre et le nombre de celui-ci ; et cet antécédent peut être placé après le pronom, voire n'être déterminé que par le contexte :
« Cette pièce vous a séduites. »
« Le fermier a lavé les brebis après les avoir tondues »
Le premier participe passé lavé est un passé composé normal, dont l'objet est les brebis. Cet objet ayant été introduit, l'incise « Après les avoir tondues » (où tondues a ici valeur d'épithète) a le sens de « Après que ces brebis ont été tondues » (où tondues aurait ici valeur d'attribut). Le sujet propre de l'incise (après que…) est les brebis, et dans cette incise, le participe a donc une fonction épithète et désigne une action accomplie (entraînant l'accord).
« Merci pour tes lettres. Je les ai bien reçues »
Le pronom personnel les est ici COD. Il reprend le groupe nominal les lettres et il est placé avant le participe. En revanche, l'accord ne se fait pas si le COD suit le verbe: « J'ai bien reçu les lettres. »
- Dans une phrase interrogative, quand l'interrogation porte sur le nom complément d'objet direct, celui-ci est placé en position inversée :
« Quelles brebis le fermier a-t-il lavées ? »
Le sujet du discours (et l'objet de la question) est ici les brebis. Par rapport à ce sujet, le participe lavées désigne une action accomplie (et a une valeur épithète). La phrase est équivalente à « Quelles sont les brebis lavées par le fermier ? » où l'accord se fait avec les brebis parce que le participe passé a une fonction de qualificatif attribut.
- L'inversion peut également se rencontrer comme effet de style poétique ou lyrique, pour mettre en valeur l'objet[réf. nécessaire] :
« …Se réjouissant d'avoir ses brebis bien lavées… »
Par rapport à l'ordre normal (« d'avoir bien lavé ses brebis »), l'inversion met en valeur ses brebis[réf. nécessaire]. Par rapport à ce nouveau centre d'intérêt, ainsi mis en relief, le participe passé prend une valeur épithète (outre sa fonction normale de participe passé). La construction peut toujours s'interpréter comme un participe passé (inversion de « d'avoir bien lavé ses brebis »), mais peut également s'interpréter comme un qualificatif des brebis ( « Se réjouissant d'avoir ses brebis qui sont bien lavées »). Dans ce second sens, ou par rapport à une valeur épithète, l'accord est nécessaire.

Dans le détail, la règle d'accord du participe passé conjugué avec avoir est passablement artificielle ; et la langue parlée la respecte très mal.

## Cas particuliers

### Participe passé antéposé

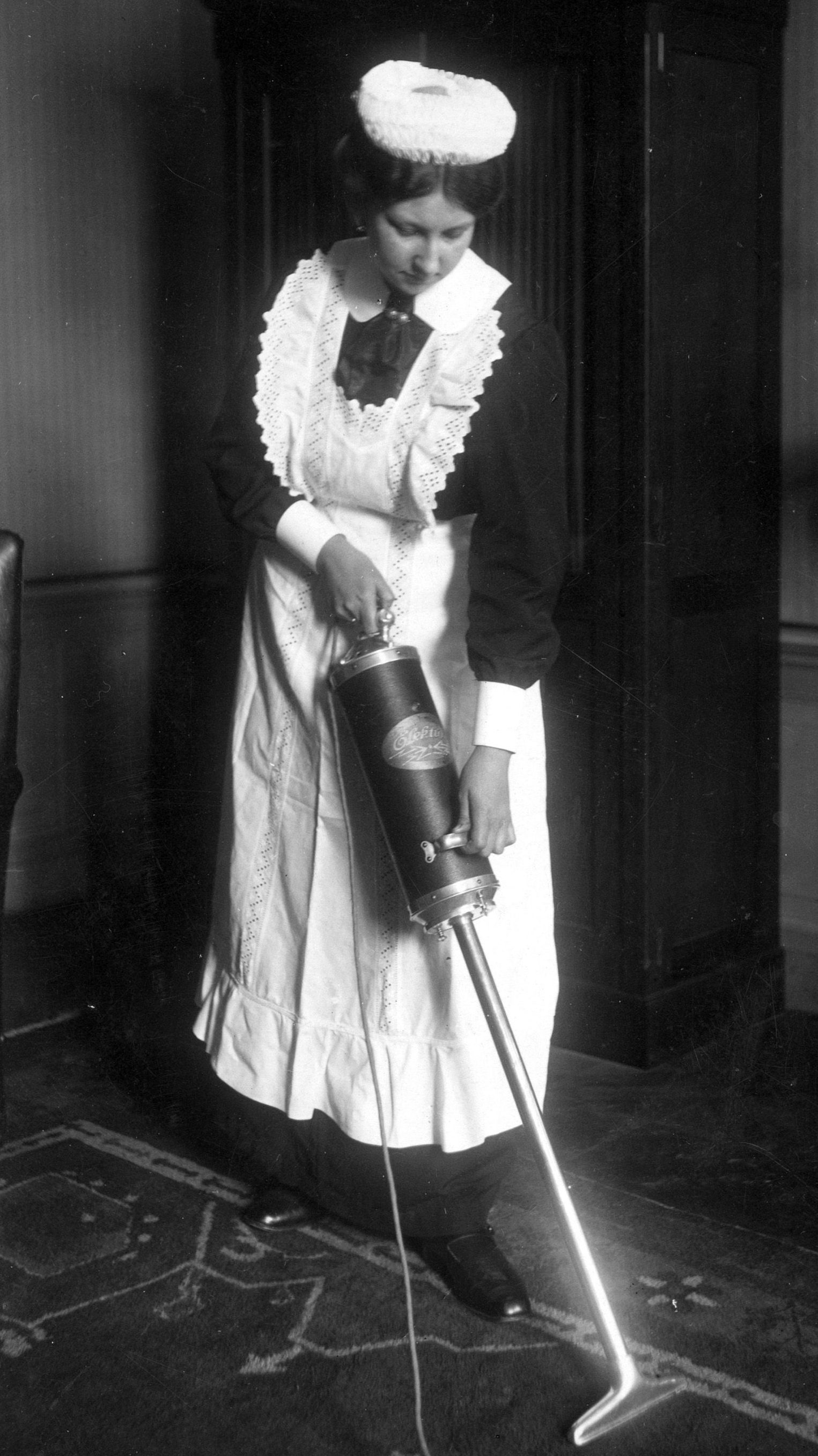
Fini les corvées ménagères !
Formulation publicitaire typique, ici, aspirateur de 1916.

Les participes passés utilisés comme épithète mais placés avant le nom qu'ils qualifient peuvent être considérés comme particule ou locution invariable jouant un rôle de préposition, et restent dans ce cas invariables. Ils retrouvent en revanche l'accord quand ils sont placés en position normale ou quand ils conservent leur valeur verbale, :
- « Étant donné la conjoncture…  » mais « La conjoncture étant donnée…  »
- « Ci-joint une lettre qui vous donnera mes raisons » mais « La lettre ci-jointe vous donnera mes raisons. »

De même pour : excepté, ôté, vu ; et dans le langage commercial ou judiciaire : approuvé, attendu, certifié, communiqué, entendu, ouï, passé, lu, supposé.
L'Académie précise que le participe s’accorde avec son objet, à condition qu'il qualifie bien celui-ci :
« Fini les corvées ménagères ! » (c'en est fini des corvées ménagères) mais « Finies, les vacances ! » (les vacances sont bien finies).

### Verbes transitifsindirects
Les verbes « transitifs indirects » n'ont pas de complément d'objet direct. Pour ces verbes, par rapport au triptyque "action / agent / objet", l'action est réalisée, elle a un agent, mais n'a pas d'objet indispensable grammaticalement fixé, qui en reçoive le caractère, et puisse être épithète du participe passé.
« Ces deux livres nous ont plu »
L'action est de "plaire", ce qui plaît (l'agent) est "les livres", mais cette action n'a pas d'objet grammaticalement nécessaire. Les livres ne peuvent pas *plaire quelqu'un, mais doivent plaire à quelqu'un. Ne pouvant qualifier un objet, le participe "plu" ne sert que pour les temps composés, et est donc invariable - personne n'a à se sentir "plu" par un livre quand il plaît.
En revanche, dès qu'un verbe (même transitif indirect) dispose d'un attribut qualifiant son objet, cet attribut s'accorde régulièrement :
« Mesdames, vous serez obéies à la lettre »
On obéit à quelqu'un, mais une femme peut néanmoins être obéie : le participe passé pouvant servir de qualificatif, les formes passives sont possibles. Il en est de même des verbes désobéir, moquer, répondre (en langage juridique) et pardonner. C'est l'effet d'un changement de construction : la liaison directe avec un objet était autrefois usuelle avec ces verbes, et la construction passive s'en est conservée.

### Objet correspondant à une proposition
L'objet de l'action peut être une proposition, laquelle est par elle-même neutre et n'entraîne pas d'accord. C'est le sens qui permet de déterminer l'accord. Comparer en effet :
« Elle est venue, mais je ne l'ai pas vue »
Qu(i)est-ce qui est vu ? c'est "elle" qui est vue : accord normal du participe avec son objet.
« Elle est venue, mais je ne l'ai pas su »
Qu(i)est-ce qui est su ? c'est "qu'elle soit venue" qui est su (non pas "elle") : proposition neutre, pas d'accord.
« La fonte était prévue, mais elle a été moins rapide que prévu. »
Qu(i)est-ce qui est prévu ? Dans le premier cas, c'est bien la fonte qui est prévue, donc accord. Dans le deuxième cas, ce qui est prévu, c'est qu'elle ait une certaine vitesse, et la fonte a été moins rapide que [ce qui était] prévu : dans cette phrase complétée, l'accord se fait avec ce « ce », implicite, sous-entendant une proposition, et surtout neutre.
Les participes passés des verbes semi-auxiliaires, comme devoir, pouvoir, vouloir, etc., ainsi que ceux des verbes utilisés pour exprimer une opinion (dire, affirmer, croire, penser, etc.) sont invariables lorsqu'ils sont suivis d'un infinitif sous-entendu :
« J'ai pris toutes les précautions que j'ai pu. »
J'ai pu quoi ? non pas "* pu des précautions", ce qui n'aurait aucun sens, mais bien : j'ai pu "prendre des précautions".
On sous-entend ici que j'ai pu prendre. "Que" n'est donc pas complément d'objet direct de "pouvoir", mais de l'infinitif. L'objet auquel il se rapporte étant en réalité une proposition (neutre), il n'y a pas d'accord.
Enfin, quand l'objet auquel se rapporte le participe est "le" ou le pronom élidé " l’ ", le pronom peut être neutre et représenter une proposition, équivalent à "cela" :
« Cette épreuve est moins difficile que je ne l'avais craint »
Ici, qu(i)est-ce que j'avais craint ? "que l'épreuve fût difficile", proposition neutre représentée par l'article " l’ " - donc pas d'accord du participe.
Cependant, le pronom n'est pas nécessairement neutre, et l'accord peut dépendre du sens de la phrase :
« Cette pièce est plus grande que je ne l'avais imaginée » (j'avais imaginé la pièce).
« Cette pièce est plus grande que je ne l'avais imaginé » (j'avais imaginé que cette pièce avait une certaine taille).

### Forme impersonnelle
Dans une tournure impersonnelle, le participe passé ne peut généralement pas s'analyser comme une épithète conjuguée appliquée à l'objet de l'action, parce que cette épithète n'a en réalité pas de complément d'agent :
« Elle a pris les médicaments qu’il a fallu »
Qu'est-ce qui est * fallu ? La question ne peut pas se poser dans ces termes. On ne peut pas dire des médicaments qu'ils sont « fallus » par « il ». Il faut ici sous-entendre "qu'il a fallu prendre", le sens est celui d'une proposition.
« La chaleur qu’il a fait. »
Qu(i)est-ce qui est fait ? Le sens n'est pas ici que "la chaleur est faite * par il". L'action ("faire") a bien un objet ("chaleur") mais n'a pas formellement d'agent. La forme impersonnelle traduit en réalité que la chaleur « se » fait, elle est ici son propre agent. Dans cette construction, "il" ne représente pas "la chaleur", ou un agent, mais est un terme impersonnel et donc neutre. On aurait d'ailleurs la même impossibilité avec une forme impersonnelle comme « la chaleur qu'il s'est fait. »
La tournure impersonnelle ne s'accorde pas non plus dans le cas d'un auxiliaire Être, parce que dans cette forme, si l'accord se fait, c'est avec un sujet impersonnel :
« L’histoire qu’il est advenu. »
L'histoire est certes advenue, mais dans cette construction, qu(i)est-ce qui est advenu - formellement, c'est « il ». Le pronom "il" ne désigne pas ici l'histoire, ce qui demanderait la construction « * L'histoire qu’elle est advenue ». C'est un pronom impersonnel et neutre. Il n'y a donc pas d'accord.
Remarque : Attention, à une lettre près, on dit au contraire « L’histoire qui m’est advenue » dès que la tournure n’est plus impersonnelle. Qu(i)est-ce qui est advenu ? c'est "l’histoire" qui est advenue, il y a donc accord.

### Objet représenté par le pronom «en»

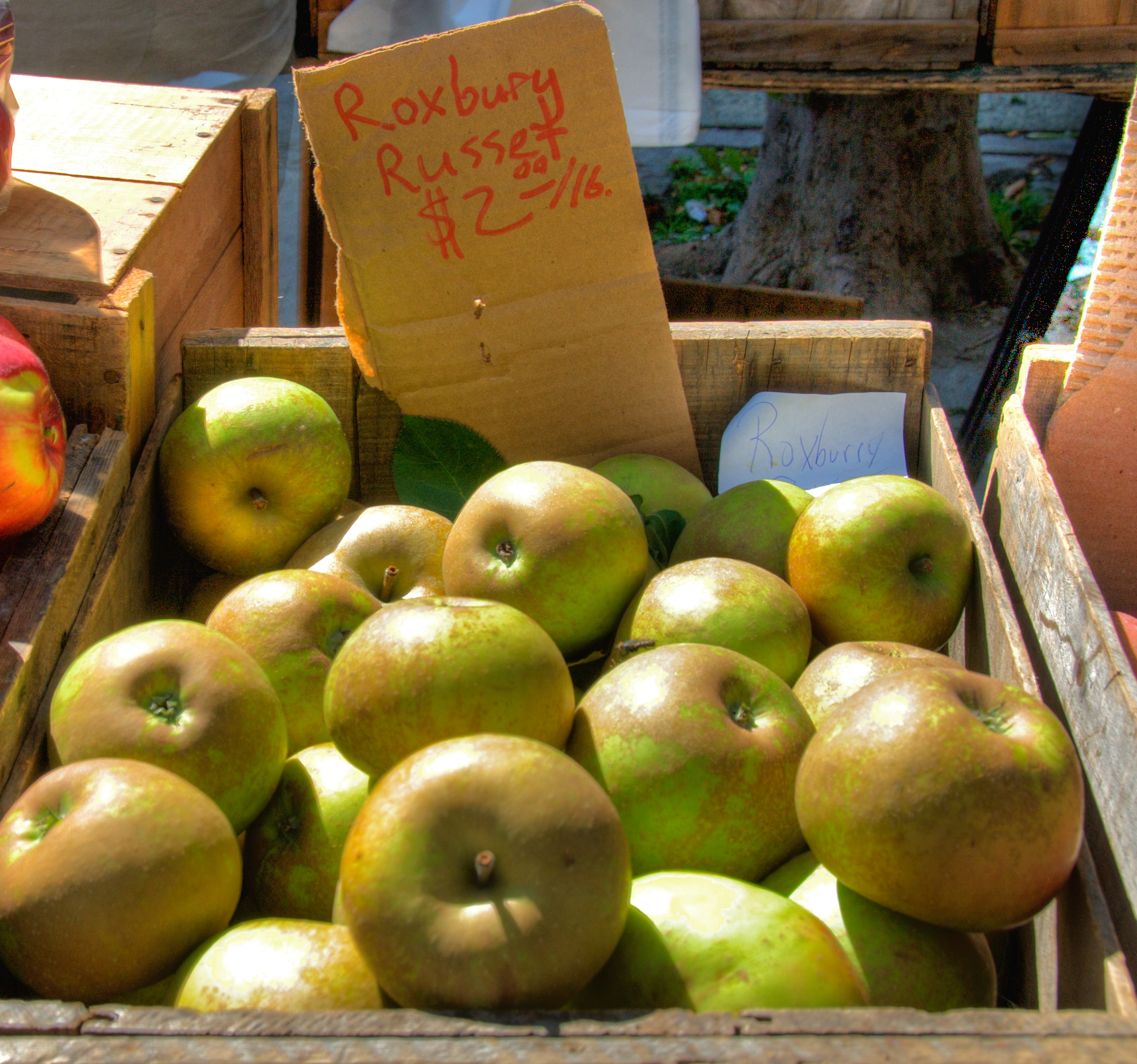
Il y a des pommes en promotion : j'en ai "acheté" (j'ai acheté quelque chose / une part provenant des pommes en promotion), mais je n'ai pas acheté directement les pommes en promotion ; on ne peut pas dire que "je les ai achetées ".

« En » est un pronom adverbial invariable sans genre ni nombre, étymologiquement adverbe de lieu. Selon le Littré, « en » joue toujours le rôle de complément indirect, puisqu’il contient virtuellement la préposition « de ». Il exprime une portion imprécise de quelque chose, qui peut être non nombrable, ou qui, si elle est nombrable, peut être l'unité : il est normal qu'on hésite à considérer qu'il représente un pluriel.
Si le verbe est accompagné d'un complément d'objet direct (COD) qui le précède repris par le pronom en, il n'y a pas d'accord :
« Il y avait des pommes en promotion, j’en ai acheté. »
J'ai acheté quoi ? Non pas directement toutes "les pommes en promotion", ce qui serait le cas de « je les ai achetées », mais "quelque chose / une part provenant des pommes en promotion" : ce "quelque chose / une part" est neutre, donc pas d'accord.
Mais cette absence d'accord n'a lieu que si « en » fait effectivement référence à l'objet de l'action :
« J'ai écrit à Londres ; voici les réponses que j’en ai reçues.»
Qu(i)est-ce que j'ai reçu ? "les réponses" (provenant de "en" mis pour Londres), donc accord. Le pronom en remplace « de Londres » et a donc valeur de complément de lieu. Ce sont bien toutes les réponses qui "sont reçues".

### Compléments de quantité

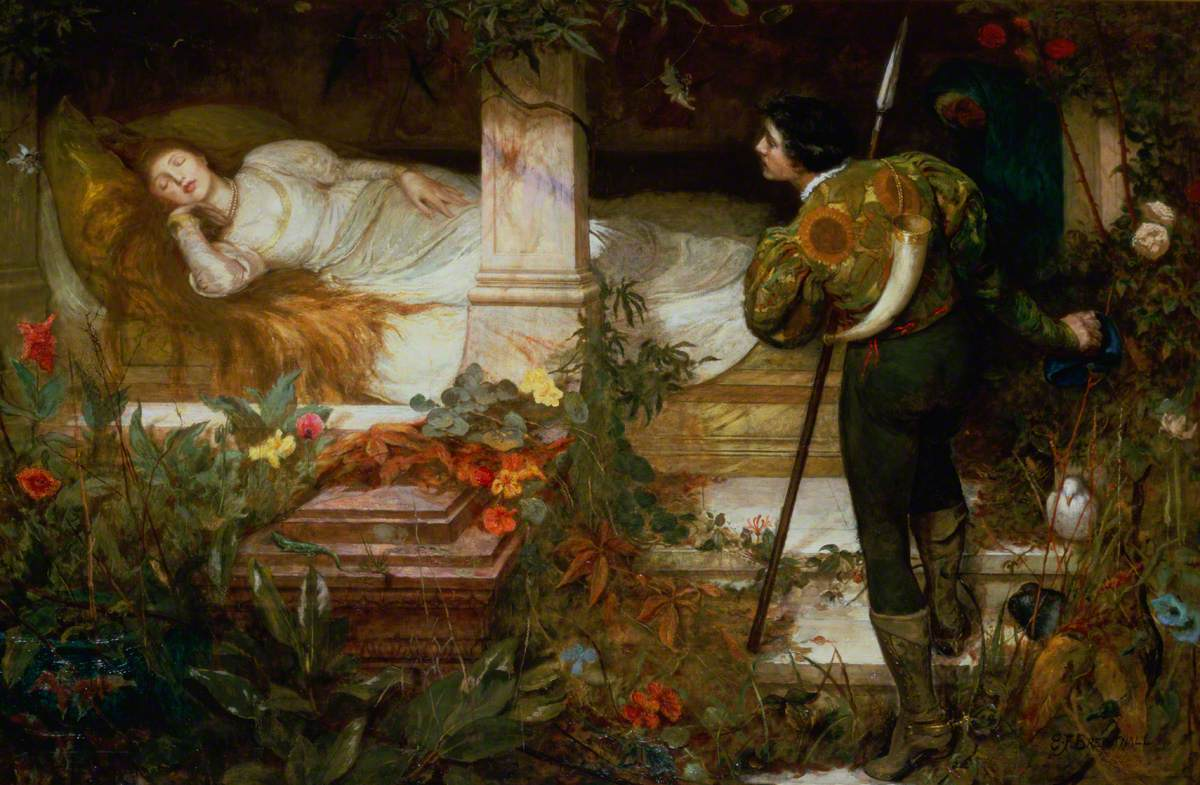
« les cent ans qu'a dormi la Belle au bois dormant furent peuplés de rêves »
La Belle a dormi quoi (?) Elle a dormi cent ans, donc accord ? mais la question initiale est boiteuse…
Qu(i)est-ce qui est * dormi ? On ne peut pas dire que "ce sont cent ans qui * sont dormis par la Belle", donc : il ne s'agit pas d'un participe passif, pas d'accord.

Certains verbes (courir, coûter, dormir, durer, marcher, mesurer, peser, régner, valoir, vivre, etc.) peuvent recevoir un complément, qui apparaît grammaticalement comme un complément d'objet direct. Cependant ce complément n'est pas toujours l'objet de l'action, mais peut correspondre sémantiquement à un complément de durée, de mesure ou de prix. On les dit alors « en réalité intransitifs », parce qu’ils n’ont en réalité pas d’objet sur lequel s’exerce l’action exprimée par le verbe. De ce fait, leur participe passé reste normalement invariable dans ce cas.
Lorsque le complément de quantité ne constitue manifestement pas l'objet réel d'une action, il n'entraîne normalement pas d'accord :
« Les vingt francs que ça m'a coûté »
Qu(i)est-ce qui est "* coûté" ? la question est boiteuse, et on ne peut pas répondre que "* les vingt francs sont coûtés par ça". Blocage, donc pas d'accord possible.
Par rapport à cette formulation, le verbe coûter fonctionne effectivement comme s'il était intransitif. Le complément qu'il reçoit, bien que se présentant sous forme d'objet direct, s'analyse comme un complément de prix. L'analyse doit être ici que "Ça coûte" non pas un objet particulier, mais une somme abstraite, dont la mesure est de vingt francs : Ça coûte « combien ? » - une somme chiffrée à vingt francs.
Sémantiquement, c'est même la notion d’action qui est alors en défaut : si l'on dit que « cette brique pèse trois livres », la construction ne signifie pas que cette brique serait l'agent d'une action de peser dont l'objet serait trois livres. De même pour « j'ai marché deux lieues », ou « j'ai dormi cinq heures », ou encore « ça a coûté vingt francs », voire « il n'a vécu que trois heures » (mais ce dernier cas est discutable).

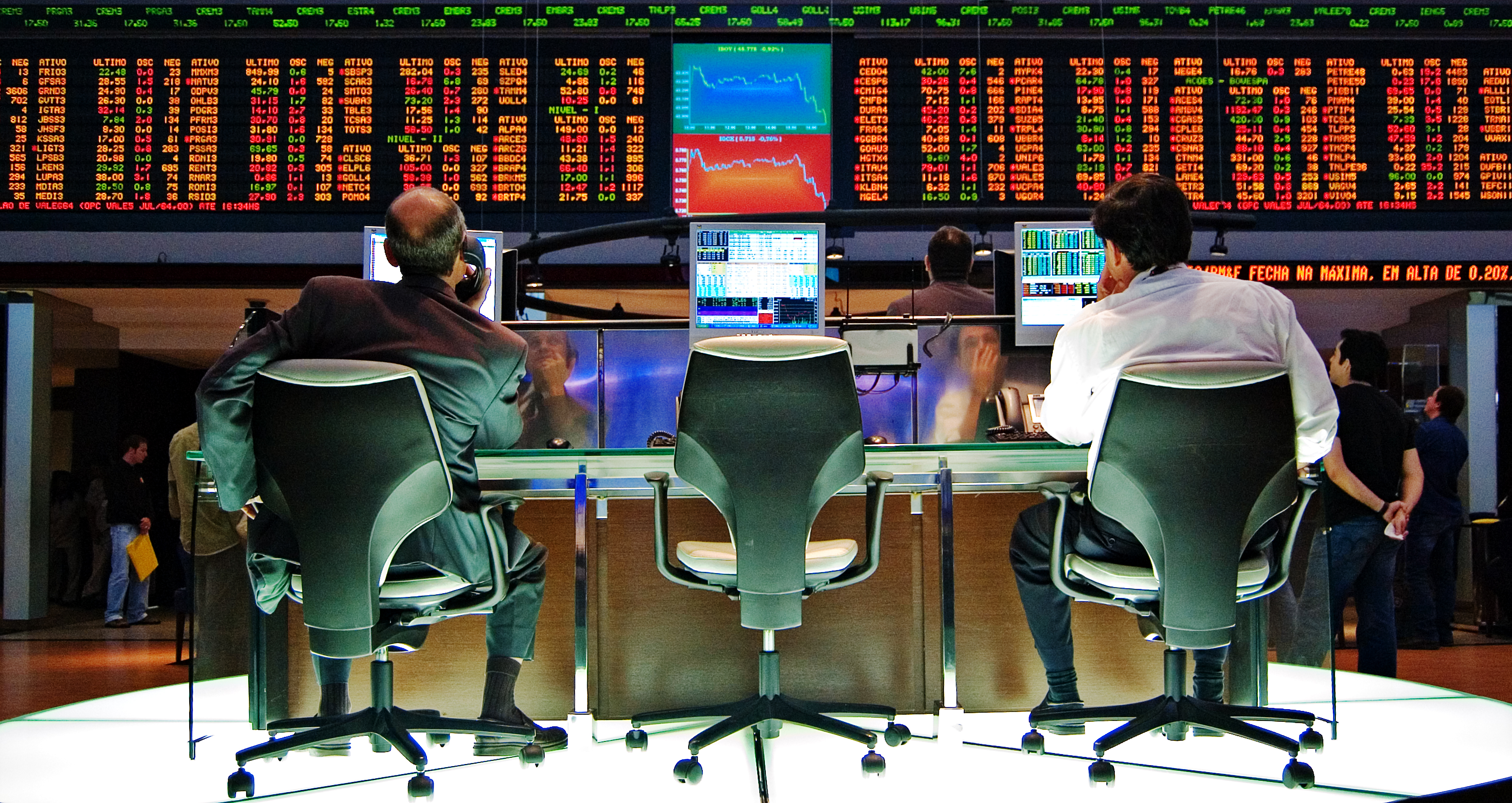
« Les deux millions que j'ai investis sont perdus ».
Ce sont bien "les deux millions" (objet) qui ont été "investis" et "perdus" (actions) par le "malheureux trader" (agent de change).

Inversement, pour d'autres verbes pouvant être complétés par une quantité et dont la construction serait grammaticalement parallèle (ajouter, calculer, couper, dépenser, enlever, gagner, investir, passer, parier, perdre, placer, prendre, rapporter, supprimer...), la signification est bien celle d'une action reliant un agent à son objet, lequel peut donc gouverner l'accord de son participe passé : dans une phrase comme « les deux millions que j'ai investis sont perdus » il y a bien deux actions (investir et perdre) qui porte sur un objet défini : deux millions, et un agent (agent de change malheureux - j'ai investi et j'ai perdu).
Cependant, l'application mécanique d'une règle d'accord se fondant sur la distinction entre complément d'objet direct et complément de quantité (au lieu de s'interroger sur l'objet subissant passivement une action) conduit à des accords difficilement justifiables par le sens :
« Les efforts que cette épreuve m'a coûté(s?) »
- Formellement, il n'y a aucune notion quantitative (on ne peut pas se demander « l'épreuve a coûté combien? »), et "coûter" a bien un complément d'objet direct : L'épreuve a coûté « quoi ? » - des efforts, donc accord.
- Sémantiquement, cependant, Qu(i)est-ce qui est coûté ? on ne peut pas dire que « les efforts sont coûtés par l'épreuve », ce que présuppose pourtant l'existence d'un accord.

De même, si l'on ne se fonde que sur une analyse grammaticale, on peut souvent hésiter à déterminer si le sens est celui d'un véritable objet de l'action ou d'un complément de quantité. Quand le sens est simplement celui d'une donnée numérique, dans une construction parallèle à la précédente, il n'y aurait dans ce cas pas de raison de faire l'accord :
« Les quinze ans qu'il a vécu(s?) ensuite »
Qu(i)est-ce qui est vécu ? non pas un objet particulier, mais une certaine période, dont l'étendue est de quinze ans : Il vit « combien de temps ? » - pendant quinze années.
La « règle » veut que l'on retrouve en revanche l'accord quand le participe passé du verbe, pris dans un sens figuré, s'applique à un objet direct (clairement identifiable, susceptible de recevoir des attributs, et n'apportant pas de notion quantitative) :
« Ces belles années qu'il a vécues ensuite »
Qu(i)est-ce qui est vécu ? - de belles années sont vécues par lui : accord.
Mais il n'y a en réalité pas de solution de continuité entre ces deux formes, puisque l'on peut dire par exemple :
« Les quinze belles années qu'il a vécu(es?) ensuite »
- Qu(i)est-ce qui est vécu ? - de belles années (quinze) sont vécues par lui : accord.
- Il vit « combien de temps ? » - pendant quinze (belles) années : pas d'accord.

Dans ce cas de verbes pouvant recevoir un complément de quantité, la voie de l'analyse grammaticale formelle est rapidement inextricable. L'analyse est rarement univoque, et la « règle » conduit souvent à faire ou non arbitrairement l'accord, suivant l'analyse grammaticale que l'on veut donner à la phrase.
La solution sémantique est nettement plus simple, qui conduit à faire l'accord dans les cas où le sens est bien celui d'un objet affecté par l'action de l'agent :
« Les quinze ans qu'il a vécus ensuite »
Qu(i)est-ce qui est vécu ? Ce sont les quinze ans qui sont vécus par lui : accord.
« Les efforts que cette épreuve m'a coûté »
Qu(i)est-ce qui est * coûté ? Ce sont les efforts qui * sont coûtés par cette épreuve : construction sémantiquement impossible, pas d'accord.

## Participe passé introduisant un terme second

### Participe passé suivi d'un infinitif

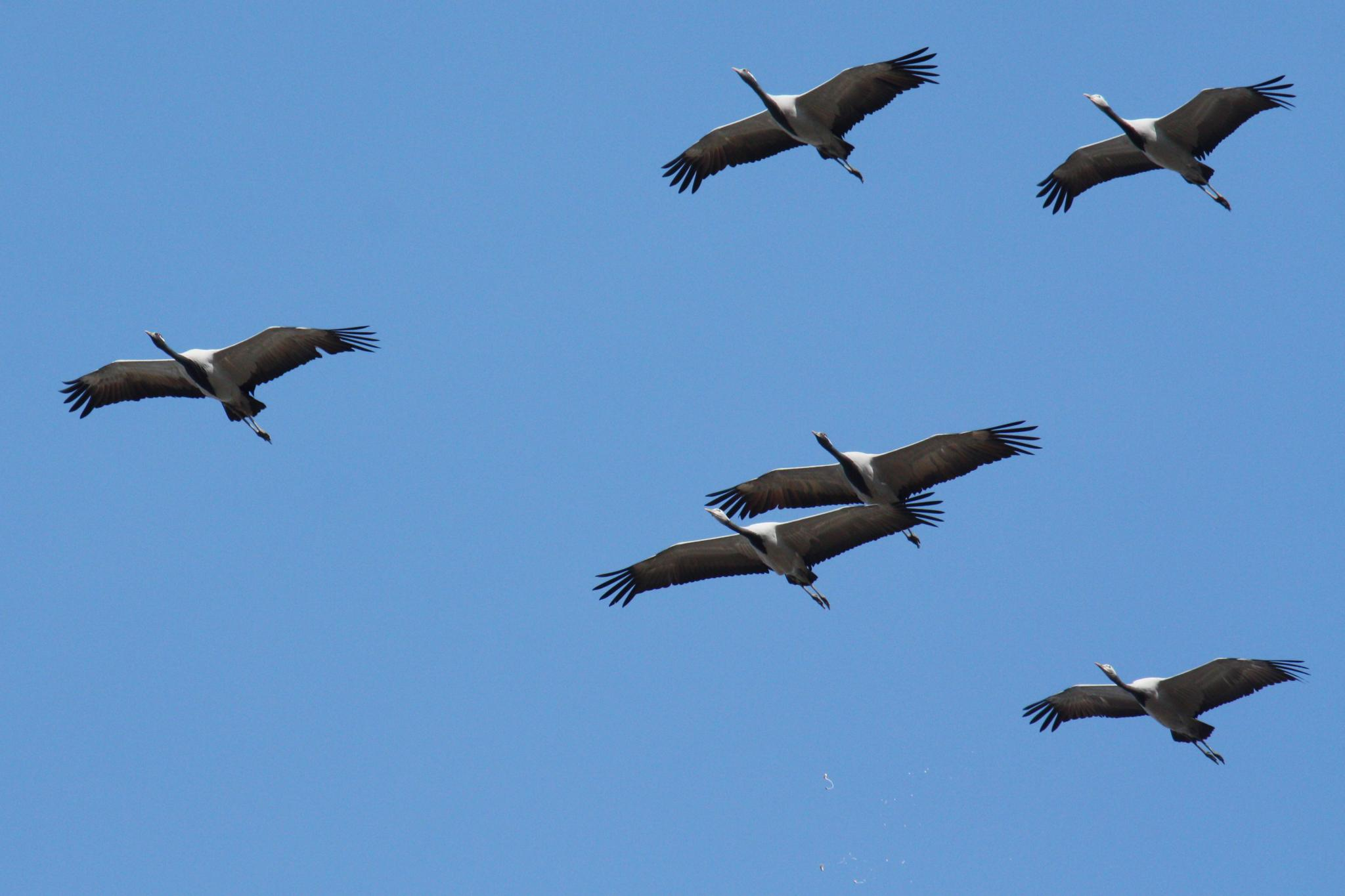
Alors, ces grues demoiselles,
je les ai vu voler ?
ou je les ai vues voler ?

Cette situation est en fait un reliquat de la proposition infinitive en latin. La « règle du participe passé » appliquée mécaniquement conduit à accorder le participe indépendamment de l'infinitif qui le suit. Mais l'accord dans ce cas est contestée par certains grammairiens qui considèrent qu'un participe passé suivi d'un infinitif ne peut que rester invariable, même si le COD est placé avant, et écrivent :
- « Ces grues demoiselles, je les ai vu voler majestueusement ».

L'accord dépend en effet de ce que l'on considère être l'objet du participe. Pour qu'il y ait accord, l'objet sur lequel porte l'action décrite par le participe ne doit pas être l'infinitif lui-même, qui étant neutre n'entraîne pas d'accord :
- « Ces grues demoiselles, je les ai vu voler majestueusement »
Qu(i)est-ce que j'ai vu ? J'ai vu "voler majestueusement ces oiseaux", proposition infinitive neutre, donc pas d'accord.
- « Ces grues demoiselles, je les ai vues voler majestueusement »
Qu(i)est-ce que j'ai vu ? J'ai vu "ces grues demoiselles" (en train de voler majestueusement), donc accord.

En toute hypothèse, il n'est guère possible de voir l'action "voler" sans voir en même temps l'agent de cette action "ces grues demoiselles" ; les deux réponses à la question discriminante se défendent.
Dans leur Nouvelle grammaire française, Noël et Chapsal choisissent ici la voie de l'accord avec le sujet, entraînant derrière eux des générations d'élèves :
« On reconnaît mécaniquement que le participe suivi immédiatement d'un infinitif est précédé de son régime direct quand l'infinitif peut se changer en participe présent, et qu'il a pour régime direct l'infinitif lorsque ce changement ne peut avoir lieu : « Je les ai vus repousser les ennemis » « Il nous a entendus blâmer son imprudence » « Ils se sont vus dépérir ». On peut dire « je les ai vus repoussant les ennemis », « il nous a entendus blamant son imprudence », « ils se sont vus dépérissant », donc le participe [passé] est précédé de son régime direct qui est les, nous, se, et conséquemment il s'accorde. »
(Noter au passage la règle pratique, que l'accord ne peut se faire que si l'infinitif peut être remplacé par un participe présent.)
Cependant, on peut remarquer que l'objet même d'une proposition infinitive étant de signifier une action, la première interprétation (sans accord) paraît plus naturelle. On peut noter de plus que dans le second cas, la construction est un peu forcée. L'accord ne peut se faire avec "ces grues" que parce que la proposition infinitive y est considérée comme un qualificatif annexe, qui peut être remplacée indifféremment par "en train de voler". Une formulation imposant l'accord passe plutôt par la forme du gérondif : « Ces grues demoiselles, je les ai vues volant majestueusement » - forme pour laquelle il n'y a plus d'hésitation.

#### Cas où l'accord n'est pas possible

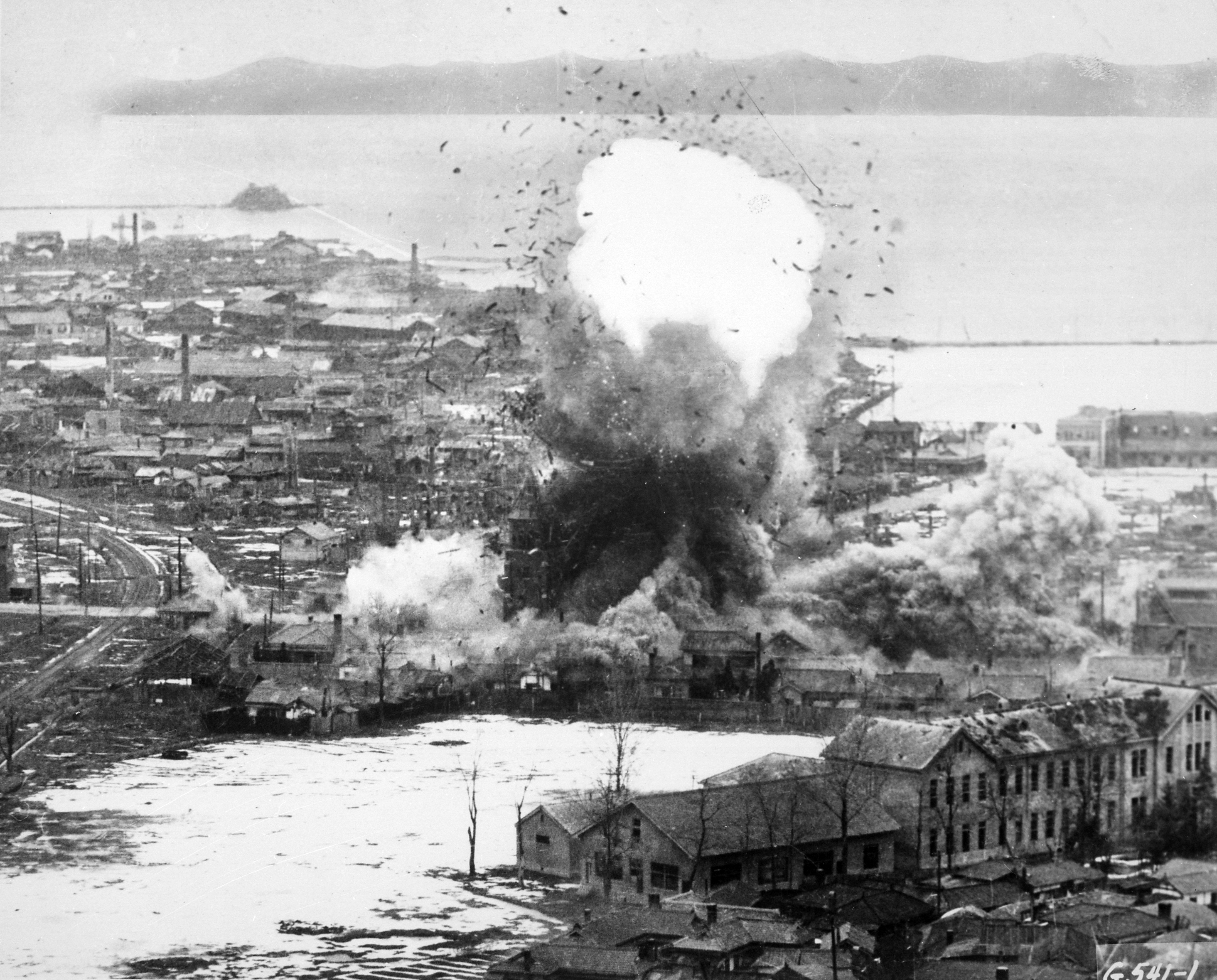
La ville que j'ai vu bombarder (le bombardement est en cours et je le vois).

Lorsqu'un participe passé est placé devant un verbe infinitif, pour qu'il puisse y avoir un accord éventuel, il faut en tout état de cause (1) que le groupe nominal soit placé avant le verbe au participe passé, et (2) qu'il soit le sujet de l'action de l'infinitif. Ainsi :
- « Ces oiseaux, je les ai vus voler » : Qu(i)est-ce qui vole ? c'est les oiseaux, objet placé avant le participe, il y a donc un accord possible.
- « La ville que j'ai vu bombarder » : Qu(i)est-ce qui bombarde ? on n'en sait rien, mais ce n'est en tout cas pas moi. L'accord est impossible dans ce cas.

On peut également remarquer que l'accord ne se fait pas si l'on peut compléter l'infinitif par un complément d'agent, : « La ville que j'ai vu bombarder (par l'ennemi). » Cette règle est particulièrement utile dans le cas des verbes pronominaux discuté ci-dessous.
On peut enfin remarquer que l'accord n'est éventuellement possible que si l'on peut remplacer l'infinitif par un participe présent équivalent : « ces oiseaux, je les ai vus volant  ».
À noter que quelle que soit la règle adoptée, le participe passé du verbe faire est toujours invariable lorsqu'il est placé devant un infinitif :
- « Ma robe, il l'a fait nettoyer » Qu(i)est-ce qu'il a fait ? Certainement pas "ma robe", mais plutôt "fait que ma robe soit nettoyée" - donc pas d'accord.

Depuis la réforme de l'orthographe de 1990, le participe passé du verbe laisser peut rester invariable lorsqu'il est placé devant un infinitif ; il est également possible de l'accorder avec le sujet conformément aux règles de l'orthographe traditionnelles :
- Les phrases : « Elle s'est laissé faire » et « Elle s'est laissée faire » sont toutes deux correctes ; avant les modifications orthographiques de 1990, seule la seconde était juste.

De même, après des verbes semi-auxiliaires, comme devoir, pouvoir, vouloir, etc., et les participes marquant l'opinion ou la déclaration (croire, espérer, dire, affirmer…), on est contraint de considérer que l'objet direct est effectivement la proposition infinitive et laisser le participe invariable :
- « Une émotion qu'il eût souhaité être la crainte » : qu(i)est-ce qu'il eût souhaité ? "que l'émotion fût de la crainte", pas d'accord possible.
- « La pomme que j'ai pu prendre » : qu(i)est-ce j'ai pu ? non pas évidemment la pomme, mais "prendre la pomme", pas d'accord possible.

### Participe passé suivi d'un attribut

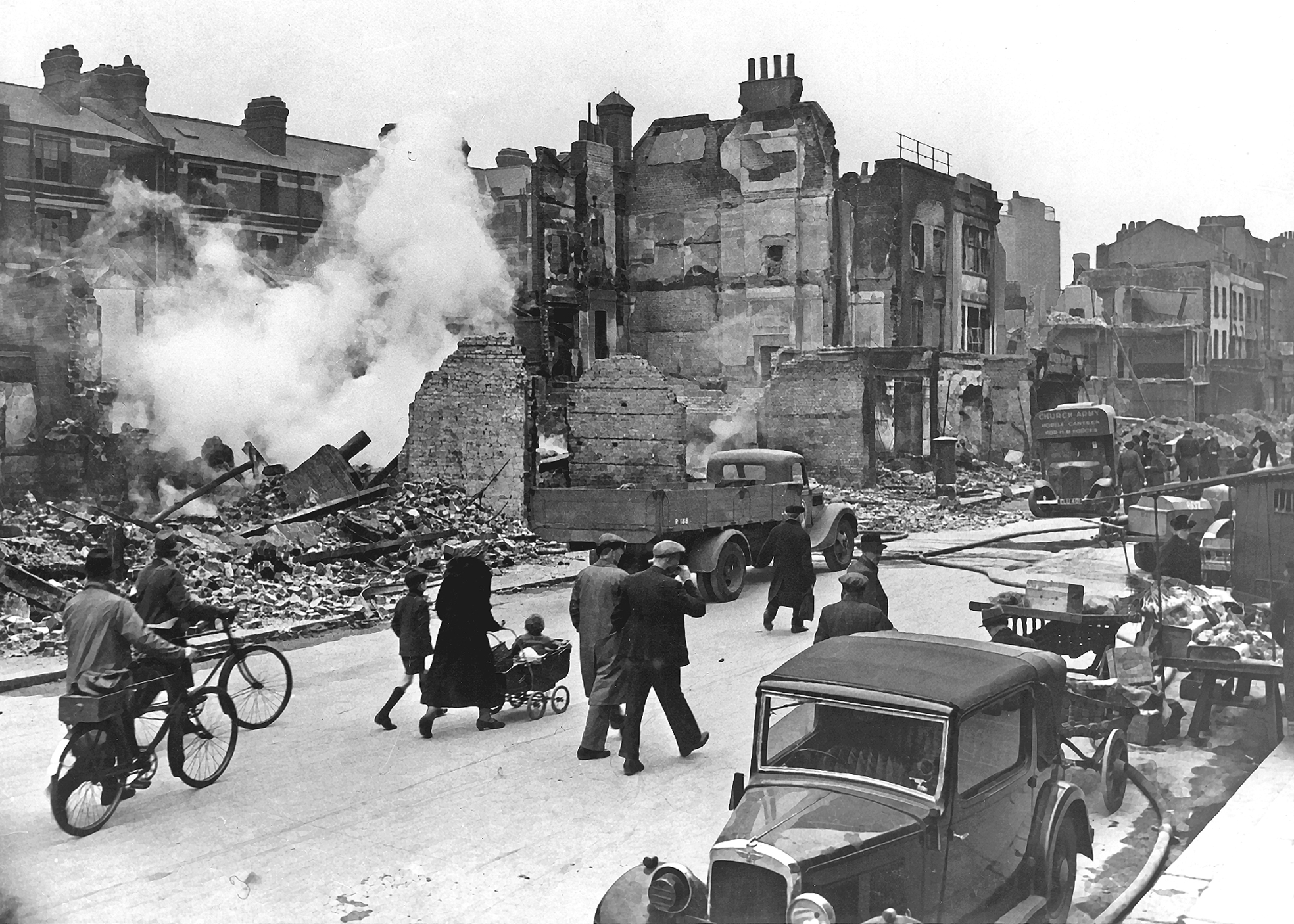
La ville que j'ai vue bombardée (le bombardement est achevé, et j'en vois le résultat).

Quand le participe passé est suivi d'un attribut, l'accord peut se faire ou non suivant le sens réel de la phrase :
- « Une chienne que le vétérinaire a rendue malade »

Qu(i)est-ce que le vétérinaire a rendu ? "une chienne", et par ailleurs il l'a rendue alors qu'elle était malade. C'est bien la chienne qui est rendue, donc accord.
- « Une chienne que le vétérinaire a rendu malade »

Le groupe verbal est « rendre malade », c'est-à-dire faire devenir malade. Qu(i)est-ce que le vétérinaire a "*rendu" ? ici, il n'a pas "rendu la chienne", il a "fait que la chienne devienne malade". La chienne de son côté n'ayant pas été "rendue", il n'y a pas d'accord possible.
L'usage est très flottant dans ce cas. C'est un des cas où l'invariabilité était de règle pour les grammairiens du XVIIe siècle. Ici encore, la « règle du participe passé » appliquée mécaniquement conduirait à accorder le participe avec le complément d'objet direct, mais le résultat de cette recherche est souvent contestable et parfois absurde. Avant de pouvoir identifier un « complément d'objet direct », il faut en effet identifier correctement l'objet sur lequel porte l'action.
« La ville que j'ai vue bombardée » signifie bien que j'ai vu la ville, et qu'elle était (en même temps) bombardée.
De même que précédemment, après des verbes semi-auxiliaires, comme devoir, pouvoir, vouloir, etc., et après les participes marquant l'opinion ou la déclaration (croire, espérer, dire, affirmer…), on est contraint de considérer que l'objet direct est effectivement une proposition infinitive et laisser le participe invariable :
« Ces sons du cor que jamais je n'ai trouvé triste » (F. Mauriac) : qu(i)est-ce que j'ai trouvé ? "que le son du cor n'était pas triste", pas d'accord quand l'objet est toute une proposition.

### Temps surcomposés
Dans les temps surcomposés, seul le dernier participe passé reflète une action ; les auxiliaires précédents relèvent de la conjugaison du temps composé.
« Ces paroles d'excuse, quand bien même il les aurait eu dites, n'auraient pas été comprises. »
- Qu(i)est-ce qui est eu ? ici, ce ne peut être les paroles. Avoir est ici en position d'auxiliaire marquant un temps composé, donc pas d'accord (à la rigueur on peut dire que ce que l'on a eu, c'est « dit les paroles », mais il n'y a pas d'accord avec une proposition).
- Qu(i)est-ce qui est dit ? ce sont les paroles qui sont dites par lui : accord.

## Problèmes des formes pronominales

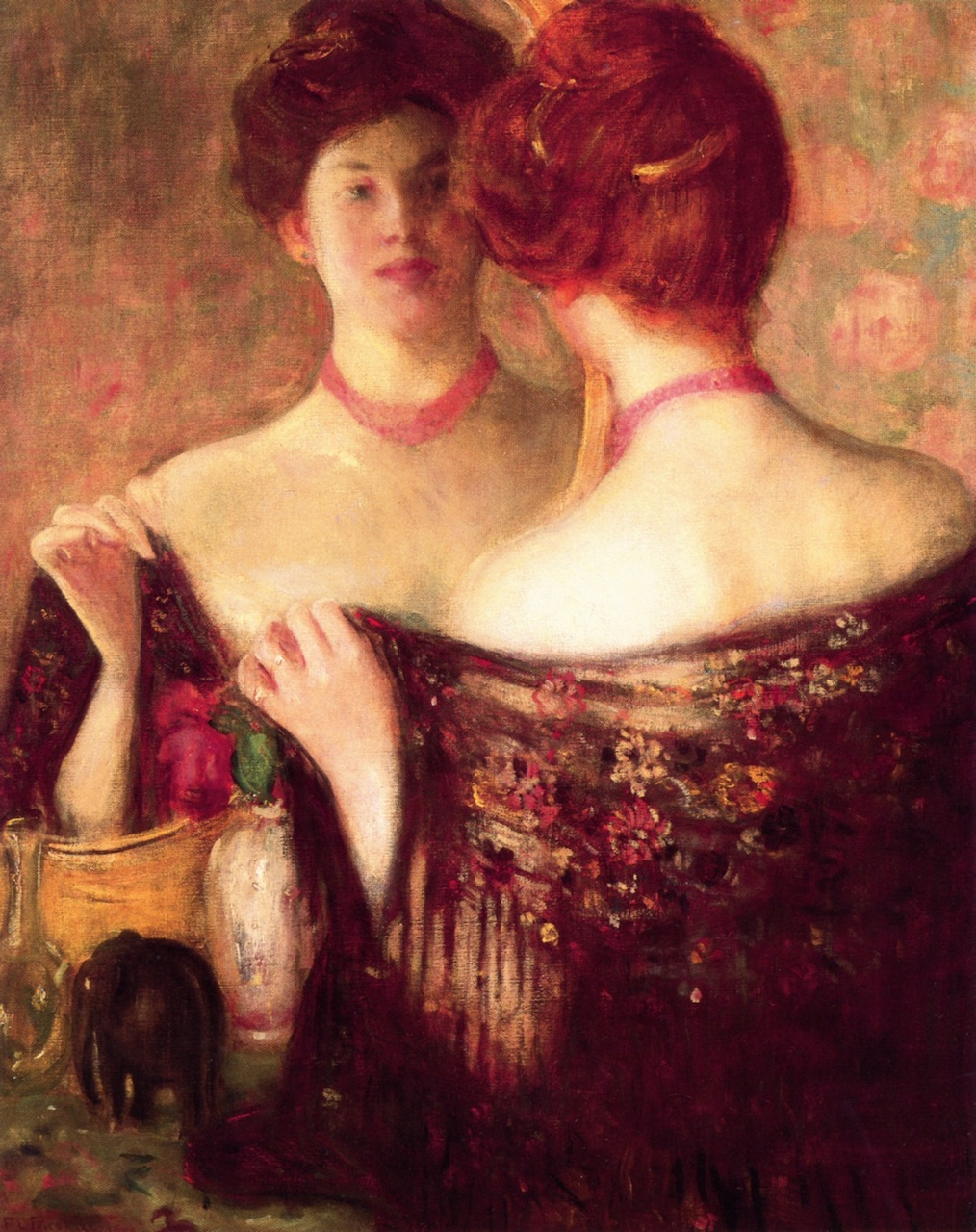
Sens réfléchi : « Elle se regarde dans le miroir ». Le sujet est ici à la fois agent et objet du regard.

### Règles d'accord spécifiques du participe passé
Les règles d'accord du participe passé quand il est employé dans une forme pronominale sont essentiellement les mêmes que dans le cas général ; la spécificité de la forme pronominale est qu'elle « se conjugue avec être », et que l'objet de l'action n'est pas toujours facile à identifier :
- « Le participe s'accorde quand l’auxiliaire « être » correspond à une forme passive, laquelle ne se distingue pas formellement d'une construction attribut.

La forme pronominale dérive d'une forme passive. Quand la forme est réellement passive, l’accord s'y fait de manière régulière avec l'objet de l'action, qui dans la forme passive est le plus souvent le sujet.
- « Aux temps composés (ici conjugués avec l'auxiliaire être), le participe passé ne varie pas quand il est en position normale : sans objet direct, ou suivi de celui-ci. »

La principale difficulté pour distinguer ces cas est de bien identifier quel est réellement l'objet de l'action : si l'objet et l'agent ne sont pas identiques, il s'agit d'un temps composé, l'objet est normalement situé après le participe, et il n'y a pas d'accord dans ce cas.
- « Le participe passé conjugué (ici avec l'auxiliaire être) s'accorde en genre et en nombre avec son objet quand celui-ci le précède. »

Cette « règle » recouvre deux cas dans le cas d'une forme pronominale :
- Si la forme pronominale est une réelle forme réfléchie ou réciproque (l'agent et l'objet sont alors identiques), l'objet de l'action est identique à l'agent, et le pronom faisant référence au sujet est situé devant l'auxiliaire.
Dans ce cas, il y a accord avec l'objet (qui se confond avec le sujet).
- Si l'agent et l'objet d'une forme pronominale sont différents, l'objet entraîne l'accord du participe dans les mêmes cas que pour les formes non pronominales, c'est-à-dire quand il est placé avant le participe.
La difficulté est que dans les formes pronominales, l'objet réel de l'action ne prend pas toujours clairement la forme d'un complément d'objet direct.

On voit que quand le participe passé d'un verbe sous forme pronominale s'accorde, il le fait comme toujours avec son objet, mais celui-ci se confond le plus souvent avec l'agent.

#### Confusion entre agent et objet
« Elles se sont assuré du pain » : qu(i)est-ce qui est assuré ? du pain (ou plus précisément, "d'avoir du pain"), objet de l'assurance, donc pas d'accord puisque le complément étant placé en position normale après le participe, il s'agit d'un passé composé, non d'une forme passive. Le sens de la phrase est bien : « Elles ont assuré à elles-mêmes d'avoir du pain ».
Identifier quel est l'objet de l'action peut comporter des pièges formels. Dans le cas d'une forme pronominale, en effet, le sujet est répété par un pronom qui se confond formellement avec un complément d'objet. Une erreur courante, dans une phrase comme celle-ci, est de limiter la question discriminatoire à « On assure qui? », dont la réponse, parce que le verbe est sous une forme pronominale, sera en réalité le sujet (se, mis pour elles, donc « Elles sont assurées » - bonne réponse, mais mauvaise question). De même, dans « Pierre et Marie se sont serré la main » la question « qu’est-ce qui est serré ? » amène correctement l'objet "la main", mais la question « qui est-ce qui s’est serré ? » amène en revanche la réponse "Pierre et Marie".
Il faut bien rechercher quel est l'objet réel de l'action, non ce qui ressemble formellement à un complément d'objet direct : ici, l'identification de l'objet passerait par la question « qu(i)est-ce qui est assuré » dont la réponse est bien « du pain » (ou plus précisément, "d'avoir du pain").

### Verbes intransitifs et transitifs indirects

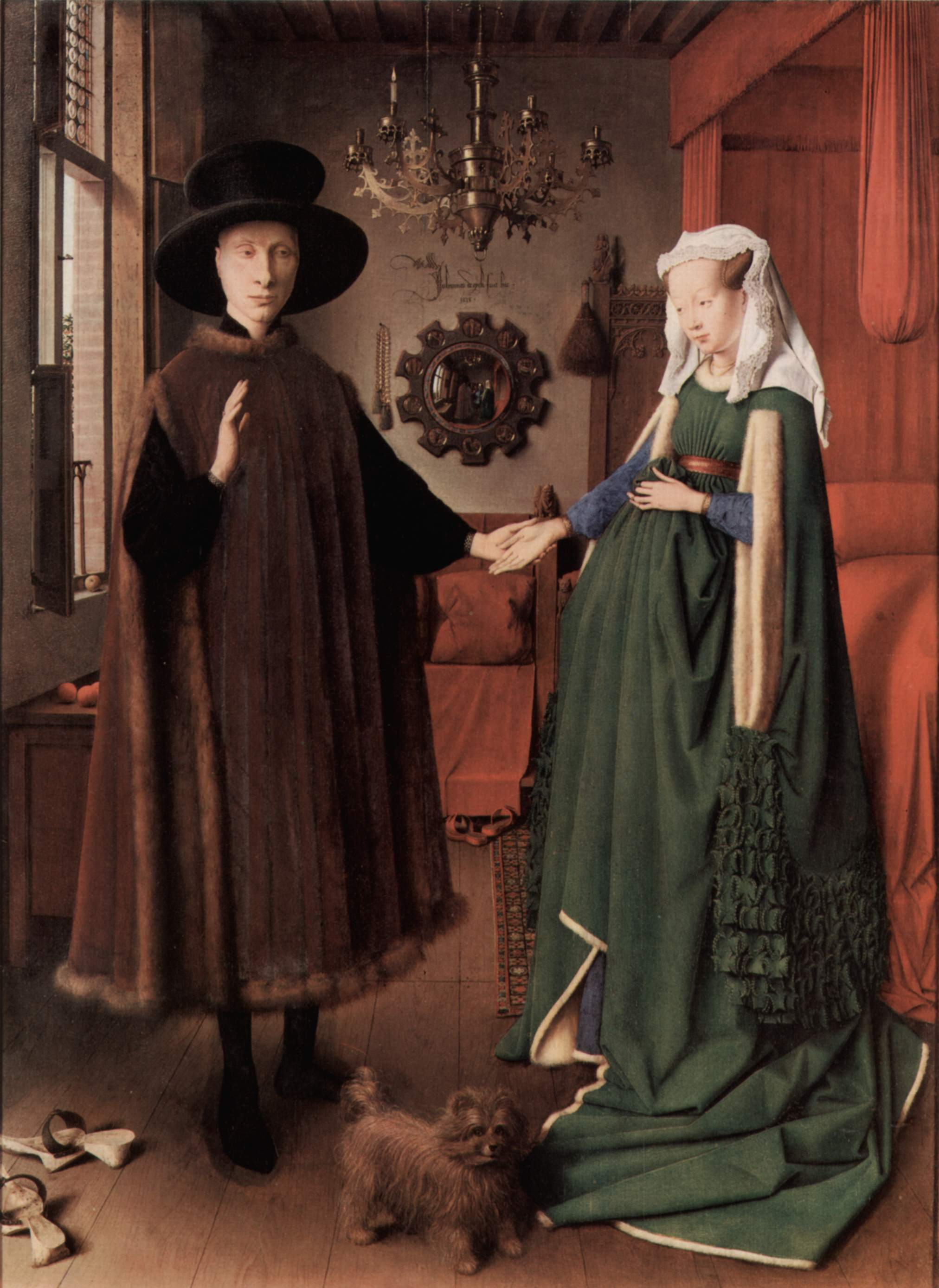
Ils se sont plu et se sont mariés.
On peut dire "être marié" (qualifiant l'objet du mariage), donc accord de la forme passive.
On peut être "plaisant" (qualifiant l'agent du plaisir) mais on peut pas dire "*être plu" (qualifiant l'objet), donc pas d'accord possible au passé composé.

Comme souligné en introduction, le participe passé s'accorde quand il peut qualifier son objet (forme épithète ou attribut), donc (notamment) lorsqu'il correspond à un verbe transitif direct. Le participe passé ne s'accorde pas, y compris dans les formes pronominales, quand il ne peut pas qualifier son objet.
Le verbe s'entre-nuire, essentiellement pronominal, possède ainsi un participe passé invariable. Il est facile de comprendre pourquoi ; on nuit à quelqu'un, le pronom dit « réfléchi » a donc la nature d'un COI, auquel cas le participe passé reste invariable : personne ne peut être qualifié de "entre-nuit".
- Ils se sont entre-nui.

Noter que si le participe passé des verbes transitifs directs peut toujours qualifier son objet, la réciproque n'est pas nécessairement fausse, et la fonction de qualificatif peut exceptionnellement rester possible même pour des verbes transitifs indirect : le cas de "obéir" a été signalé précédemment ; c'est également le cas ici du verbe essentiellement pronominal "se marier (à quelqu'un)", qui bien que transitif indirect, peut qualifier son objet (une femme mariée).
Cependant, la forme pronominale peut toujours s'employer aux temps composés, et ce temps se conjugue alors avec l'auxiliaire "Être" :
« Ils se sont plu dès leur première rencontre »
"Plaire" n'est pas transitif direct, on ne peut pas "* plaire quelqu'un", mais "plaire à quelqu'un". Le verbe étant intransitif, si « Marie plaît à Pierre » on ne peut pas dire que Pierre y acquiert une caractéristique traduite par ce participe passé (« Pierre est *plu(?) » - ce que traduirait correctement une forme transitive comme « Pierre est séduit (par Marie) »). Le sens est bien ici celui d'un passé composé (« l'un a plu à l'autre et réciproquement »), non celui d'un attribut.
En revanche, on retrouve un accord normal quand le verbe est transitif direct et que le participe peut qualifier son objet :
« Ils se sont séduits dès leur première rencontre » : qu(i)est-ce qui est séduit ? « l'un et l'autre sont séduits (par se=l'un par l'autre)», donc accord normal pour une forme passive.
Cependant, sous forme pronominale, les deux verbes peuvent théoriquement être coordonnées : « Ils se sont plu et séduits dès la première rencontre » - forme disparate qui heurte l’œil. De ce fait, l'accord (correct) du second cas tend à entraîner un accord par analogie dans le premier cas.
On pourrait appliquer à ce cas le même traitement que pour celui des verbes essentiellement pronominaux : après tout, à partir du moment où l'action de « plaire » renvoie clairement à un agent, et que "se plaire" étant intransitif il n'y a pas d'objet possible autre que cet agent, la forme pronominale peut ici se comprendre comme une sorte de forme réfléchie ou réciproque, entraînant de fait l'accord par rapport à l'agent-objet. C'est par exemple la position défendue par Marc Wilmet.
« Mais, de manière générale, on s’en tiendra à la règle qui permet d’écrire correctement, selon l’exemple fameux : « Que d’hommes se sont craints (avec un s), déplu (sans s) détestés (avec s), nui (sans s), haïs (avec s), succédé (sans s). » Car ce n’est presque plus là matière d’orthographe, mais déjà de syntaxe. Tous ces accords sont commandés par le sens, donc peuvent être clairement expliqués. Il s’agit d’apprendre à se poser une question : et c’est un fort bon exercice pour la pensée. » (M. Druon).

## Accord du participe passé dans les formes pronominales

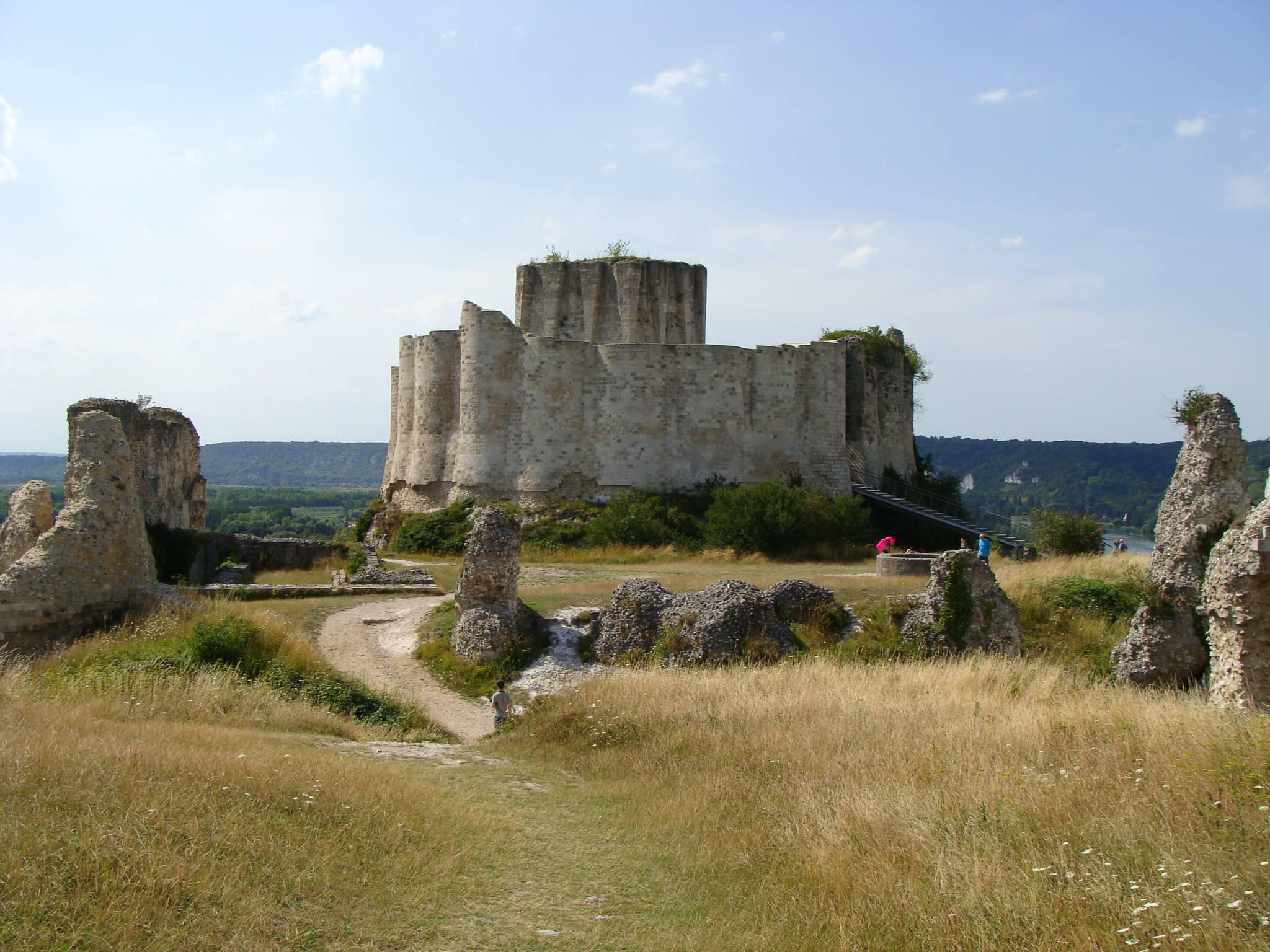
Cette forteresse s'est construite en moins de deux ans.
Mais… par quel agent ?
Cette forteresse a été construite par Richard.

### Verbes pronominaux de sens passif
Dans le cas où la forme pronominale remplace une forme passive, la règle est que le participe passé s'accorde avec le sujet, alors objet de l'action :
- « Cette règle s'est appliquée de tout temps. »
- « Cette ville ne s'est pas construite en un jour. »

En pratique, il est difficile de se tromper sur cet accord. Toutes les interprétations formelles, même erronées, aboutissent en effet à l'accord convenable. On peut ainsi penser que la présence de l'auxiliaire être implique l'accord avec le sujet ; ou considérer que le pronom se, de sens réfléchi, est COD du verbe. Comme il est placé avant le verbe, il y aura là aussi accord.
Sur le fond, une telle forme pronominale relie une action ("construire") à l'objet de cette action ("cette ville"), mais ne précise pas l'agent. Au contraire, contrairement à la forme passive normale qui permet d'introduire un complément d'agent, la forme pronominale a ceci de particulier qu'elle verrouille cette question et rend impossible l'ajout d'un agent, dont la place est déjà formellement prise par le pronom "se". Comparer en effet :
- « Cette ville a été construite rapidement par Saint Louis. »
- « Cette ville s'est construite rapidement [* par ???]. »

Le sens est bien celui d'une forme passive, ce qui justifie entièrement l'accord du participe, mais la forme pronominale interdit toute question sur l'agent et impose de considérer que l'agent est l'objet lui-même, même quand une telle idée est évidemment absurde (une ville ne peut pas construire une ville, encore moins se construire elle-même).
C'est cette propriété qu'a la forme pronominale d'exclure un complément d'agent qui explique que pour presque tous les verbes essentiellement pronominaux, l'accord se fait avec le sujet, considéré à la fois comme agent et objet.

### Verbes essentiellement pronominaux

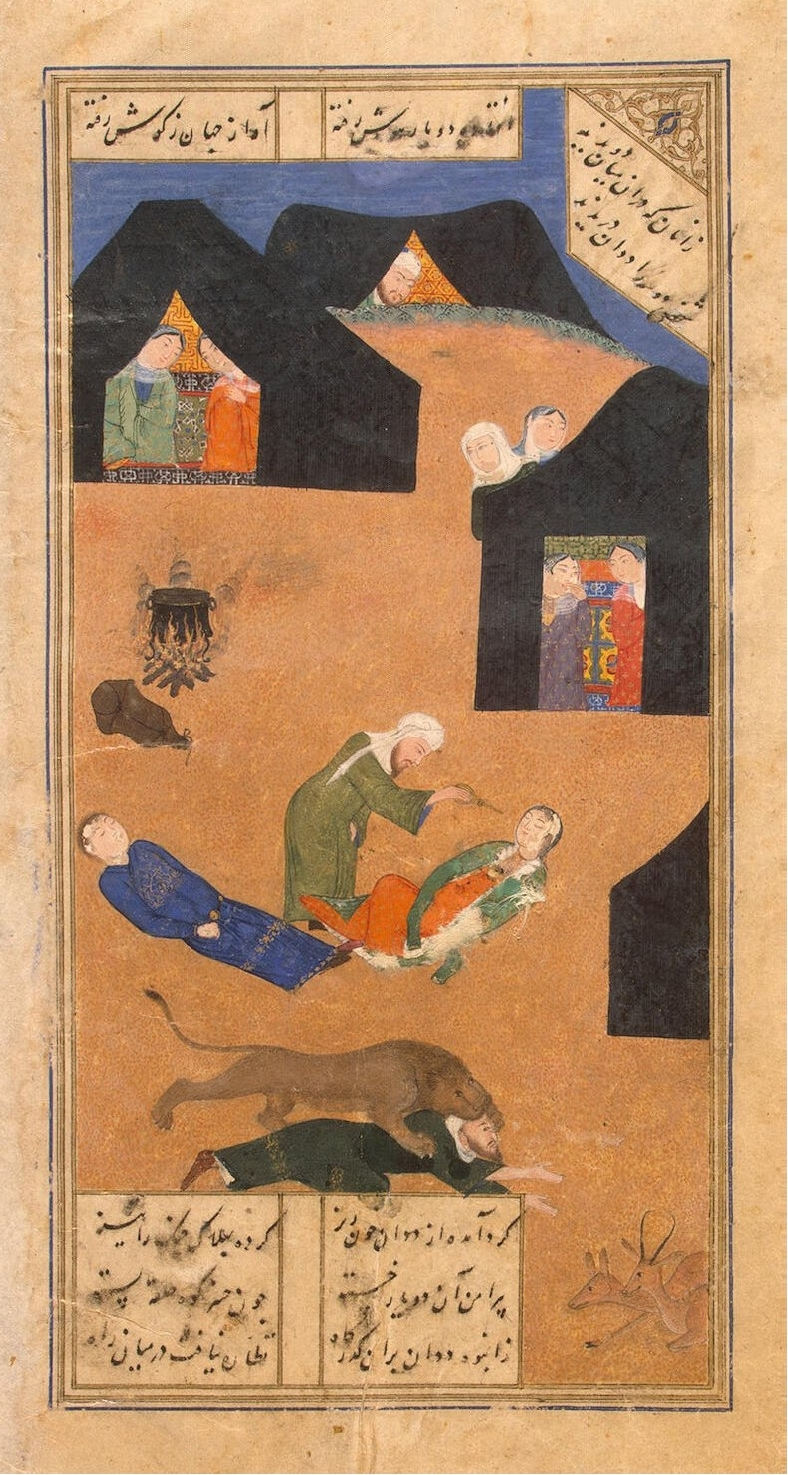
Forme essentiellement pronominale : « Ils se sont évanouis.» La forme est pronominale, le sens est passif : « Ils sont évanouis », "Ils" sont objet de l'évanouissement, mais aucun agent ne les *évanouit.

Les verbes « essentiellement pronominaux » sont ceux qui ne peuvent prendre qu'une forme pronominale :
- « Elles s'évanouissent » : l'action est de s'évanouir, l'agent est Elles, par nature identique à l'objet.

Dans le cas des verbes essentiellement pronominaux, la forme est pronominale, mais cette forme est figée et n'implique rien sur d'éventuels compléments. Un verbe essentiellement pronominal peut être intransitif, transitif indirect ou transitif direct.

#### Quasi-totalité des verbes essentiellement pronominaux
Les verbes transitifs directs sont cependant exceptionnels parmi les verbes pronominaux. Ceux-ci peuvent être, en général :
- Intransitif : s'ébattre, s'envoler, s'évader, se méprendre…
- Transitif indirect : s'abstenir (de), s'adonner (à), s'efforcer (de)…

Dans tous les cas, la forme pronominale qu'ils adoptent fait que le participe passé peut (sauf exception) servir à qualifier l'agent aussi bien que le participe présent, et ne peut pas servir à qualifier autre chose. De ce fait, ils s'accordent formellement comme si la forme pronominale traduisait un sens passif, indépendamment du sens que cet accord suppose, qui est souvent problématique :
« Elles se sont ébattues toute la journée, et se sont abstenues de crier. »
Qu'est-ce qui est "ébattu" (normalement intransitif) ? Conventionnellement, au-delà de tout débat oiseux, on considère que l'objet de l'action "ébattre" peut être en fin de compte "Elles" (et on voit mal quel autre objet pourrait prendre ce rôle), donc accord.
De même, qu'est-ce qui est "abstenu" (transitif indirect) ? conventionnellement, on considère dans cette construction que l'objet de l'action d'abstenir (elles abstiennent qui?) ne peut être qu’'"elles-mêmes" (objet direct), et que l'objet indirect ("s'abstenir de quelque chose") s'y ajoute. Et même si l'analyse morphosyntaxique détaillée de « elles se sont abstenues » paraît hasardeuse, sémantiquement, il y a clairement une action (ici, "l'abstention") dont est responsable un acteur ("elles") et qui s'applique à un objet direct ("elles-mêmes").
En pratique, la question discriminante de l'objet n'est pas dans ce cas un impossible « *qu(i)est-ce qui est abstenu », mais celle de la forme pronominale « qu(i)est-ce qui s'est abstenu », donc la réponse est "elles", à la fois agent et objet de l'action.
En bref, à partir du moment où une forme pronominale interdit de préciser un agent différent du sujet, dès lors que le verbe n'est pas transitif direct, ce qui interdit de préciser un objet, la forme pronominale impose ici formellement de considérer que le sujet est à la fois agent et objet de l'action - même quand cette idée peut paraître très artificielle à l'analyse. Le sens étant indissociable du pronom réfléchi, celui-ci doit être incorporé à la « question discriminante » : « qu(i)est-ce qui s’est abstenu », laquelle renvoie clairement sur un agent-objet de l'action.

#### Verbes pronominaux «subjectifs»
Le cas des verbes « essentiellement pronominaux » s'applique aussi au cas des verbes pronominaux « subjectifs » ou « autonomes » (souvent assimilés aux verbes essentiellement pronominaux) : ce sont des verbes dont la forme pronominale n'a pas le même sens que la forme non pronominale, et pour lesquels par rapport à la forme non pronominale, le pronom réfléchi ne peut s'analyser ni comme complément d'objet direct ni comme complément d'attribution.
Par exemple, les verbes "s’apercevoir" et "apercevoir" n'ont pas le même sens, "apercevoir quelque chose" signifie percevoir de ses yeux (et est transitif direct), tandis que "s'apercevoir de quelque chose" signifie percevoir par son esprit (et est transitif indirect). "S'apercevoir" clairement ne signifie ni "apercevoir soi-même", ni "apercevoir pour soi" : son pronom réfléchi est « inanalysable ».
Exemples de verbes accidentellement pronominaux qui changent de sens sous forme pronominale :
- Rappeler et se rappeler ;
- Faire et se faire,
- Garder et se garder.

Contrairement aux précédents, cependant, les verbes rire, plaire, déplaire, complaire ne sont pas transitifs directs, et leur forme pronominale est donc invariable (on ne peut pas être ri - donc « elles se sont ri de nous » sans accord possible).

#### S'arroger
Bien que ce verbe soit essentiellement pronominal, il est néanmoins transitif direct : on s'arroge quelque chose. Le participe s'accorde donc dans les mêmes cas qu'un participe non pronominal :
- « La direction s'est arrogé des droits étendus » : pas d'accord quand l'objet arrogé ("des droits étendus") est donné derrière le participe.
- « Les droits que la direction s'est arrogés lui permettent de modifier à tout moment les horaires » : accord régulier quand l'objet est donné avant le participe.

Les verbes "s'exclamer" et "s'écrier" pourraient également être qualifiés de transitifs directs (on s'écrie quelque chose), mais les choses que l'on s'écrie ne peuvent jamais être qualifié de "choses écriées".
On écrit donc « Le voyant, nous nous sommes écriés "à l'aide !" », où ce qui est qualifié de "écrié" est non pas ce qui est proféré ("à l'aide !"), mais ceux qui profèrent la chose - les écriants - considérés à travers la forme pronominale comme à la fois objet et agent de l'action.

### Verbes accidentellement pronominaux
La mise sous forme pronominale d'un verbe peut recouvrir différents cas :
- Le verbe au départ n'est pas transitif direct.
Dans ce cas, comme signalé ci-dessus, son participe passé ne peut pas servir à qualifier un objet, et reste nécessairement invariable.
« Elles se sont ri de lui » : "rire" est intransitif, personne ne peut "* être ri", donc pas d'accord.
« Elles se sont succédé sur trois générations » : succéder à quelqu'un est transitif indirect, personne ne peut "* être succédé", donc pas d'accord.
- Le verbe est transitif direct, et l'objet sur lequel porte le sujet est identique à l'agent.
Il s'agit donc d'une forme réfléchie ou réciproque. On peut dire formellement que le COD est dans ce cas placé avant le participe, ou plus en liaison avec le sens, que la construction est une forme passive où le pronom réfléchi qui remplace l'objet-sujet a une valeur de complément d'agent. Quelle que soit l'interprétation, l'accord est de rigueur dans ce cas.
« Ils se sont lavés » : "ils" (agent) ont "lavé" (action) "se = eux-mêmes" (objet), donc "ils" (objet) ont été "lavés" (action) par "se = eux-mêmes" (complément d'agent). Quelle que soit l'interprétation, l'accord est évidemment de rigueur.
Dans cette forme, "se" est complément d'agent, et il est pratiquement impossible de forcer l'ajout d'un tel complément autrement que par un pléonasme : « Ils se sont lavés par eux-mêmes ».
Cette forme est intransitive, l'ajout d'un objet direct transforme le "se" réflexif en un "se" d'attribution : « elles se battent » (l'une bat l'autre) / « elles se battent quelque chose » (elles battent quelque chose pour elles-mêmes).
  - La forme pronominale à sens passif s'apparente à ce cas : dans une construction comme « les pommes se sont bien vendues », la construction implique (conventionnellement et contre toute évidence) que l'agent est identique à l'objet.
  - Les verbes essentiellement pronominaux ou pronominaux subjectifs qui n'acceptent pas d'objet direct s'apparentent à ce cas. Le sujet y est considéré comme à la fois objet et agent de l'action : « Elles se sont suicidées ».
- Le verbe est transitif direct, mais le pronom réfléchi correspond à un complément d'attribution.
Dans ce cas, l'accord éventuel dépend de l'objet réel de l'action, et se fait ou non régulièrement suivant que cet objet est situé avant ou après le participe.
« Elles se sont servi un cognac » : "Le cognac" (objet) est "servi" (action) par "elles" (agent) à elles : "se" est donc ici mis pour "à elles" et n'est pas complément d'objet direct, mais complément d'attribution. La construction est ici celle du passé composé normal, sans accord quand l'objet suit le participe.
« Ils se sont payé une bouteille et se la sont servie » : les deux occurrences de "se" sont des compléments d'attribution, et l'objet des deux actions décrites par les participes est dans les deux cas "une bouteille". La première proposition est en forme normale de passé composé, le complément suivant le participe sans accord. Le sujet dont parle la deuxième proposition est la bouteille, et le pronom qui la représente est donc avant le participe, qui s'accorde donc.
  - Un verbe pronominal qui accepte un objet direct s'apparente à ce cas. Le sujet y est considéré comme agent et attributaire d'une action qui porte sur un objet distinct : « Elles se sont arrogé des droits inacceptables ».

#### Cas particuliers et exceptions
Certains verbes transitifs direct peuvent être construits de deux manières, il faut déterminer quelle est la forme employée pour savoir si le pronom réfléchi est direct ou indirect.
« Nous nous sommes assuré des vivres pour six mois » : assurer quelque chose à quelqu'un, donc le pronom est transitif indirect : pas d'accord.
« Nous nous sommes assurés de cette nouvelle » : assurer quelqu'un de quelque chose, donc le pronom est transitif direct : accord.
D'une manière générale, les cas particuliers de l'accord du participe se transposent au cas des verbes pronominaux :
- Si l'antécédent est "en", il n'y a pas d'accord[31].
« Des directives, ils s'en sont donné »
Ils se sont donné non pas toutes les directives, mais quelque(s) chose(s) provenant des directives.
- Le participe introduisant un terme second n'entraîne pas (nécessairement) un accord[31].
« Elle s'est laissé murer dans ce tombeau »
Elle a laissé faire qu'on la mure dans ce tombeau (qu'elle soit murée par quelqu'un d'autre), pas d'accord avec une proposition.
« Elles se sont fait avoir »
Qu(i)est-ce qu'elles ont fait ? la réponse est problématique, mais une chose est sûre c'est qu'elles n'ont pas fait "se" mis pour elles-mêmes, donc pas d'accord.
« Elles se sont laissé laver, puis se sont laissées tomber »
Dans le premier cas, on peut ajouter un complément d'agent (elles se sont laissé laver par leur mère), l'accord est impossible. Dans le deuxième cas, ce sont "elles" qui tombent, et dans la mesure où on peut dire qu'elles sont "laissées tomber" l'accord est possible (quoique l'alternative soit correcte)
- Le participe suivi d'un attribut du pronom s'accorde en revanche normalement[31].
« Elle s'est rendue intéressante » : Elle a rendu elle-même intéressante.
Cependant, comme toujours, l'accord paraît beaucoup plus douteux après des verbes semi-auxiliaires, comme devoir, pouvoir, vouloir, etc., et avec les participes marquant l'opinion ou la déclaration.
« Elle s'est cru morte » : Elle ne s'est pas crue elle-même, mais a cru qu'elle était morte.

## Usage contemporain et perspectives sociolinguistiques
Bien que la règle d’accord du participe passé employée avec l’auxiliaire avoir soit solidement codifiée dans les grammaires normatives, plusieurs recherches récentes montrent qu’elle reste difficile à maîtriser, même chez des locuteurs natifs instruits. Cette difficulté soulève des débats contemporains sur sa légitimité linguistique, sa fonction pédagogique et son impact social.
En 2023, une tribune collective signée par des enseignants et linguistes dans Le Monde propose la suppression pure et simple de cette règle. Les auteurs, parmi lesquels le collectif des Linguistes atterrés, affirment que l’accord du participe passé avec avoir est « peu fonctionnel » et contribue aux « inégalités scolaires » ; ils appellent à sa « dépénalisation » dans un souci de justice linguistique.
La première, menée par Catherine Brissaud (1995), repose sur l’analyse de copies scolaires d’élèves du primaire, collège et lycée. Elle révèle que seuls 35 % des accords attendus sont correctement réalisés, et que 30 % des erreurs sont des accords erronés avec le sujet. Par exemple, dans deux phrases similaires — Les enfants l’ont cherché longtemps ce ballon et Elles l’ont cherchée longtemps leur balle — le taux d’accord correct passe de 68,7 % dans la première à 37,7 % dans la seconde. Cette variation reflète l’influence de la clarté syntaxique et de la proximité phonétique entre le COD et le verbe.
La seconde étude, menée par Benzitoun et Flesch (2024), s’appuie sur un corpus de 3 088 participes passés produits par environ 400 adultes francophones sur la plateforme Reddit (forum r/france). Elle montre que, hors du masculin singulier — utilisé par défaut — seuls 25 % des accords attendus sont réalisés correctement. Les formes féminines audibles (comme arrêtée, chantée) sont correctement accordées dans 43 % des cas, contre 26 % pour les formes neutres (comme arrêté, chanté).
Les erreurs les plus fréquentes peuvent être liées à divers facteurs :
- Genre : les filles réussissent environ 20 % de plus que les garçons à l’école[34] ; les femmes réussissent mieux dans les écrits numériques[35].
- Âge : les adultes de plus de 40 ans font moins d’erreurs sur Reddit[35].
- Milieu socioculturel : les élèves issus de milieux favorisés atteignent jusqu’à 60 % de réussite[34].
- Audibilité : les participes comme chantée ou prise sont mieux accordés (55 % à l’école[34] ; 43 % chez les adultes[35]) que chanté ou pris (20 % et 26 %).
- Complexité syntaxique : une phrase comme La robe qu’elle a voulu acheter entraîne parfois l’hypercorrection qu’elle a voulue acheter, bien que l’accord ne soit pas requis[36].
- Contexte d’écriture : les productions scolaires affichent de meilleurs résultats que les forums numériques[34],[35].
- Neutralisation : en cas d’incertitude, les locuteurs recourent souvent au masculin singulier, comme dans Les efforts que cela m’a coûté au lieu de coûtés[35].

Ces résultats soulignent une fragilité persistante de la règle dans l’usage écrit réel. Comme le résume Le Bon Usage, il s’agit de « l’un des pièges les plus redoutables de l’orthographe grammaticale ». Loin d’être marginales, les erreurs observées reflètent une évolution linguistique marquée, où l’accord du participe passé avec avoir tend à apparaître davantage comme un héritage scolaire que comme un automatisme partagé dans la langue écrite contemporaine.